# Janów-Nikiszowiec
Janów-Nikiszowiec – dzielnica Katowic, położona we wschodniej części miasta, w zespole dzielnic wschodnich, nad Boliną. Obejmuje ona znaczną część obszaru dawnej gminy Janów (bez Giszowca), na którą składa się: Janów, Kolonia Wysockiego, Nikiszowiec, Stawiska (południowa część) i osiedle Nowy Nikiszowiec, a w przeszłości również kolonie: Amandy i Huta Arnold.
Tereny Janowa od jego założenia w XVIII wieku do rewolucji przemysłowej były związane z rodem Mieroszewskich, a później Wincklerów. W pierwszej połowie XIX wieku na terenie obecnej dzielnicy rozpoczął się rozwój przemysłowy, a wraz z nim powstawały nowe kolonie przyzakładowe, w tym Amandy i Zuzanna (przy kopalniach węgla kamiennego) oraz Arnold (przy hucie cynku). Od drugiej połowy XIX wieku obszar Janowa-Nikiszowca był ściśle związany z koncernem Georg von Giesches Erben, który w 1883 roku połączył liczne małe kopalnie w jedną większą – „Giesche” (obecnie „Wieczorek”). Wraz z jej rozwojem wybudowano w latach 1908–1919 dla robotników kopalni nowe osiedle – Nikiszowiec, a po II wojnie światowej Kolonię Wysockiego. 9 maja 1924 roku Nikiszowiec włączono do gminy Janów. W 1951 gminę włączono do Szopienic, a 31 grudnia 1959 roku do Katowic.
Dzielnica ta ma zróżnicowaną strukturę funkcjonalno-przestrzenną, z dominacją funkcji mieszkaniowej i przemysłowej, ale także z rozwiniętą bazą usługową i turystyczną (głównie w Nikiszowcu). Północną i południową granicą dzielnicy stanowią dwie ważne drogi – droga krajowa nr 79 (ul. Bagienna) oraz autostrada A4, a przez Janów-Nikiszowiec przebiega także kilka ważniejszych dróg Katowic, w tym ul. Szopienicka i Oswobodzenia. Janów-Nikiszowiec ma powierzchnię 8,65 km² (5,25% powierzchni Katowic) i liczył w 2007 roku 11 496 mieszkańców (3,6% ludności miasta).

## Geografia

### Położenie
Janów-Nikiszowiec pod względem administracyjnym położony jest w województwie śląskim i stanowi jedną z jednostek pomocniczych miasta Katowice (nr 16), zlokalizowaną we wschodniej części miasta, w odległości około 7 km na wschód od centrum. Graniczy od północy z Zawodziem i Szopienicami-Burowcem, od wschodu z miastem Mysłowice (dzielnice Bończyk-Tuwima i Janów Miejski-Ćmok), od południa z Giszowcem, a od zachodu z dzielnicą Osiedle Paderewskiego-Muchowiec. Granice dzielnicy biegną następująco:
- od północy – ulicami: Kolonia Amandy i Porcelanową, dalej wzdłuż południowej jezdni ul. Bagiennej (drogi krajowej nr 79) od węzła z ul. 1 Maja i Obrońców Westerplatte do skrzyżowania z ul. Krakowską i dalej wzdłuż tej ulicy do granicy miasta[3],
- od wschodu – wzdłuż granicy Katowic z Mysłowicami w pobliżu Boliny[3],
- od południa – wzdłuż ul. Mysłowickiej i dalej od przecięcia z autostradą A4 wzdłuż tej drogi do węzła Murckowska[3],
- od zachodu – wzdłuż ul. Gospodarczej i wschodniej granicy cmentarza komunalnego[3].

Znaczna część Janowa-Nikiszowca położona jest w dolinie Boliny, głównie na lewym jej brzegu. Według podziału fizycznogeograficznego Jerzego Kondrackiego dzielnica ta znajduje się w mezoregionie Wyżyna Katowicka (341.13), będącej południową częścią Wyżyny Śląskiej, w podprowincji Wyżyna Śląsko-Krakowska. Pod względem historycznym dzielnica ta znajduje się we wschodniej części Górnego Śląska.

### Geologia
Pod względem budowy geologicznej Janów-Nikiszowiec zlokalizowany jest w niecce górnośląskiej. Utwory wypełniające nieckę pochodzą z okresu górnego karbonu i są wykształcone w postaci łupków, piaskowców i zlepieńców z pokładami węgla kamiennego, które powstały przed 300 milionami lat. Wiek pochodzenia wychodni skalnych w Janowie-Nikiszowcu jest mocno powiązany z rzeźbą terenu. Wychodnie skał karbońskich, położone w najwyższych częściach Janowa-Nikiszowca, to głównie iłowce, mułowce i węgiel kamienny warstw załęskich i orzeskich, a ponadto w rejonie ul. Bagiennej występują piaskowce, zlepieńce i węgiel kamienny warstw siodłowych. Na południe od obszarów zbudowanych na skałach karbońskich, głównie w centrum Nikiszowca i Janowa, rejonie Kolonii Wysockiego i ul. Leśnego Potoku występują utwory czwartorzędowe z plejstocenu – eluwia glin zwałowych. Obszary na północ od Janowa są zbudowane z piasków i żwirów wodnolodowcowych powstałych podczas zlodowacenia środkowopolskiego w neoplejstocenie. Z tego samego okresu występują też utwory w dolinie Boliny – są to polodowcowe osady plejstoceńskie w postaci madów, mułów, piasków i żwirów rzecznych.

### Rzeźba terenu

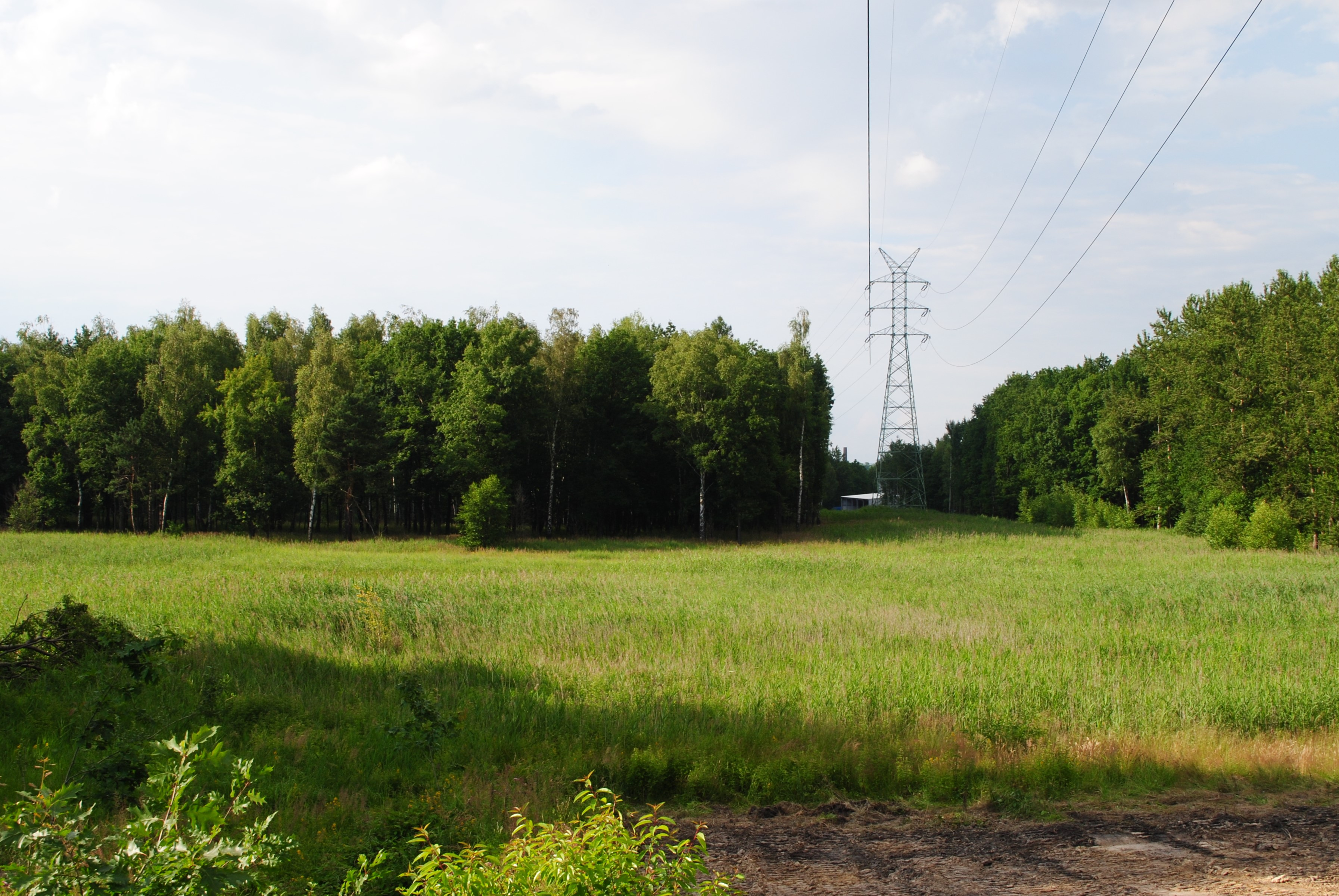
Niecka powstała na skutek osiadania terenu na północ od Nowego Nikiszowca

Janów-Nikiszowiec pod względem jednostek fizycznogeograficznych położony jest w podprowincji Wyżyna Śląsko-Krakowska, na Wyżynie Śląskiej, w południowej części mezoregionu Wyżyna Katowicka, natomiast pod względem jednostek morfologicznych dzielnica położona jest głównie na Płaskowyżu Murcek. Północne stoki, opadające do Obniżenia Rawy, są rozczłonkowane przez dwie długie doliny, w tym przez przepływającą przez Janów-Nikiszowiec Bolinę oraz w zachodnich fragmentach dzielnicy dolinę Potoku Leśnego. Występują tu duże fragmenty trzeciorzędowych spłaszczeń denudacyjnych zlokalizowanych na wysokościach powyżej 300 m n.p.m. W Janowie-Nikiszowcu, w rejonie ul. Stawiska i Krakowskiej znajduje się również fragment Kotliny Mysłowickiej. W rejonie granicy Janowa-Nikiszowca z Szopienicacmi-Burowcem i Zawodziem znajduje się granica między Płaskowyżem Murcek i Kotliną Mysłowicką, będącymi fragmentem Płaskowyżu Katowickiego a Obniżeniem Rawy, będące częścią Płaskowyżu Bytomskiego. Najwyższy punkt Janowa-Nikiszowca to Mrówcza Górka, położona w rejonie ul. Gospodarczej. Dochodzi ona do wysokości 305,7 m n.p.m. Natomiast najniżej położony punkt znajduje się w dolinie Boliny przy granicy z Mysłowicami, wynoszący około 253 m n.p.m.
Rzeźba Janowa-Nikiszowca na skutek gospodarczej działalności człowieka uległa silnym przekształceniom, głównie ze względu na eksploatację surowców, rozwój przemysłu i budowę infrastruktury komunikacyjnej. W Janowie znajdują się m.in. dawne zwałowiska górnicze, zlokalizowane głównie w pobliżu dawnej Kolonii Amandy, a także następują tutaj procesy osiadania, w wyniku których w nieckach wytworzyły się m.in. sztuczne stawy i zastoiska wodne, w tym zastoisko położone na północ od Nowego Nikiszowca czy Staw Trzewiczek.

### Gleby
Janów-Nikiszowiec jest obszarem zróżnicowanym pod względem gleb. Północna część dzielnicy uległa silnej antropopresji i w związku z czym gleby w tamtym rejonie zaliczają się do gleb antropogenicznych. Są one w głównej mierze wytworzone z piaskowców i piasków. Często te gleby są zdewastowane na skutek działalności przemysłowej i przekształcone w związku z rozwojem budownictwa. Są one też skażone metalami ciężkimi. W wyższych partiach Janowa-Nikiszowca, w których występują wychodnie skał karbońskich, wytworzyły się gleby płowe. Również te gleby, ale wytworzone z glin zwałowych oraz piasków naglinowych i naiłowych, wytworzyły się w niżej położonych częściach Janowa-Nikiszowca (głównie na obszarach mieszkalnych Nikiszowca i Janowa). W rejonie Boliny wykształciły się gleby płowe i brunatne wytworzone z piasków gliniastych. Ich odczyn jest przeważnie kwaśny lub zbliżony do obojętnego. Pod względem klas bonitacyjnych gleb w rejonie dzielnicy należą one do gleb dobrych i średnich (klasa III – rejon Mrówczej Górki i IV – obszar Nowego Nikiszowca i Janowa wzdłuż doliny Boliny).

### Klimat
Klimat Janowa-Nikiszowca nie wyróżnia się zbytnio od klimatu dla całych Katowic, natomiast jest modyfikowany przez czynniki lokalne (topoklimat). Występuje tu klimat umiarkowany przejściowy z przewagą prądów oceanicznych nad kontynentalnymi. Dominują wiatry zachodnie (około 60% udziału), a w mniejszym stopniu wschodnie i południowe. Średnia roczna temperatura w wieloleciu 1961-2005 dla stacji w pobliskim Muchowcu wynosi 8,1 °C, lecz zaznacza się tu też zjawisko miejskiej wyspy ciepła, która lokalnie modyfikuje temperaturę powietrza. Najcieplejszym miesiącem jest lipiec (17,8 °C), a najchłodniejszym styczeń (–2,2 °C). Średnie roczne usłonecznienie w wieloleciu 1966-2005 wynosiło 1474 godziny. Średnia roczna suma opadów dla wielolecia 1951-2005 wynosiła 713,8 mm.

### Wody powierzchniowe i podziemne

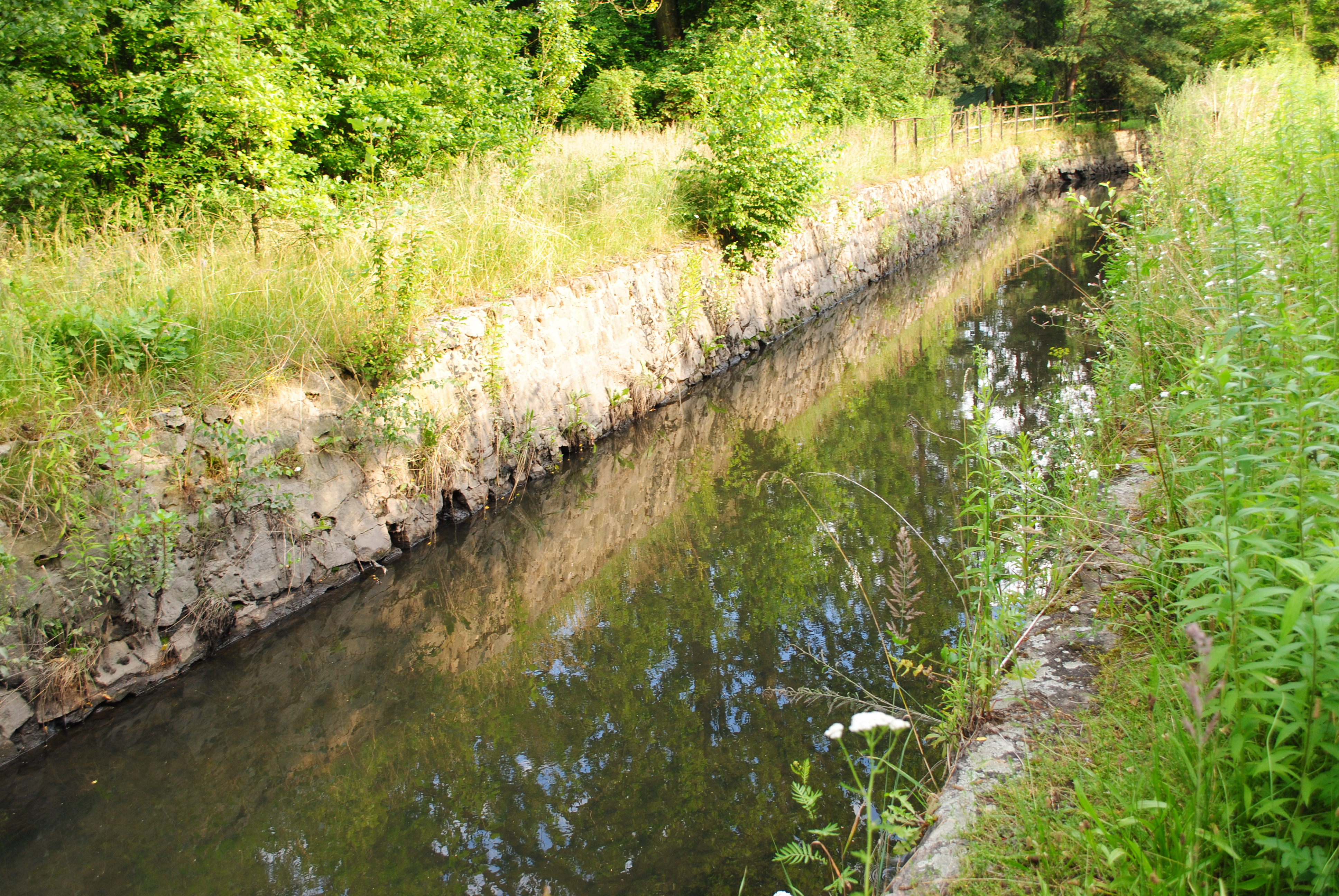
Bolina w rejonie ul. Hodowców

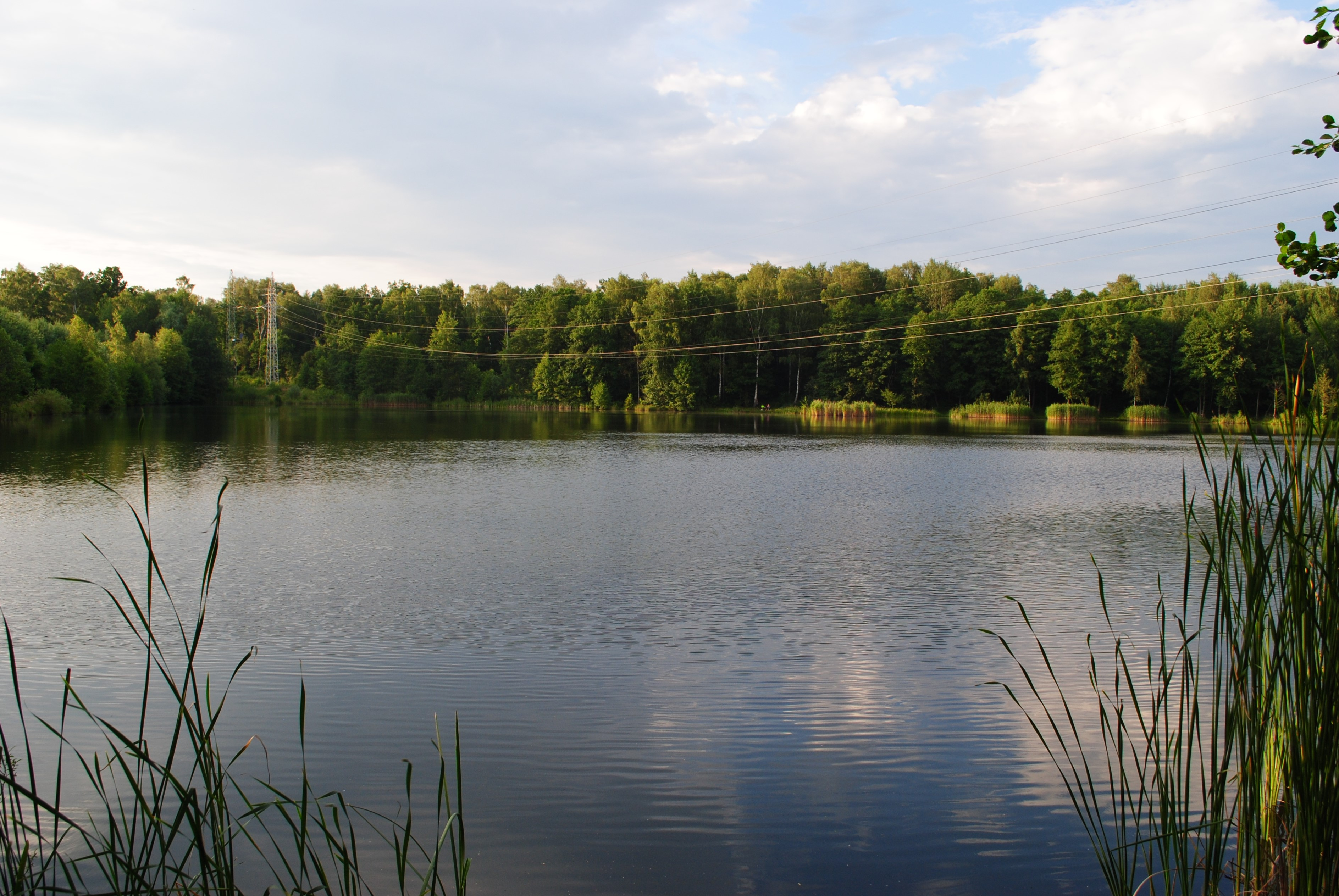
Staw Bolina II

Tereny Janowa-Nikiszowca w większości znajdują się w zlewni Boliny, będącej częścią dorzecza Wisły. Bolina na terenie dzielnicy biegnie w kierunku północno-wschodnim i uchodzi dalej w Mysłowicach do Czarnej Przemszy. Pod względem klasy czystości Bolina przy ujściu do Czarnej Przemszy w 2006 roku posiadała V klasę, co stanowi wody najgorszej klasy czystości, które są niezdatne do wykorzystania. Północna część dzielnicy, tj. rejon ul. Porcelanowej, północny stok Mrówczej Górki, część Nowego Nikiszowca i okolice Stawu Upadowego położone są w zlewni Rawy. Między obiema zlewniami przechodzi dział wodny III rzędu.
Głównie w dolinie Boliny znajdują się zbiorniki wodne powstałe w wyniku działalności człowieka. Jeden staw znajduje się w dolinie Rawy, a poza tym występują tu zbiorniki w nieckach bezodpływowych. W sumie znajdują się tu następujące zbiorniki wodne:
| Nazwa                          | Powierzchnia [ha] | Zlewnia             |
| ------------------------------ | ----------------- | ------------------- |
| Bolina                         | 2,75              | Bolina              |
| Bolina II                      | 4,21              | Bolina              |
| Janów                          | 2,13              | obszar bezodpływowy |
| Stawiska, stawy nr 19.B-D      | 0,90              | Bolina              |
| Stawiska, stawy nr 19.A i 19.E | 0,70              | Bolina              |
| Trzewiczek                     | 0,92              | obszar bezodpływowy |
| Upadowy                        | 5,52              | Rawa                |

Janów-Nikiszowiec położony jest w obrębie śląsko-krakowskiego regionu hydrogeologicznego. Utwory wodonośne występują tu we wszystkich warstwach stratygraficznych, lecz ich znaczenie jest uzależnione od czynników geologicznych, hydrogeologicznych oraz wpływu człowieka. Nie występuje tu żaden z głównych zbiorników wód podziemnych, natomiast obszar dzielnicy zajmuje jednolita część wód podziemnych nr 134. Na bilans wodny wód podziemnych ma w znacznym stopniu wpływ działalność górnicza związana z odwodnieniem kopalń.

### Przyroda i ochrona środowiska

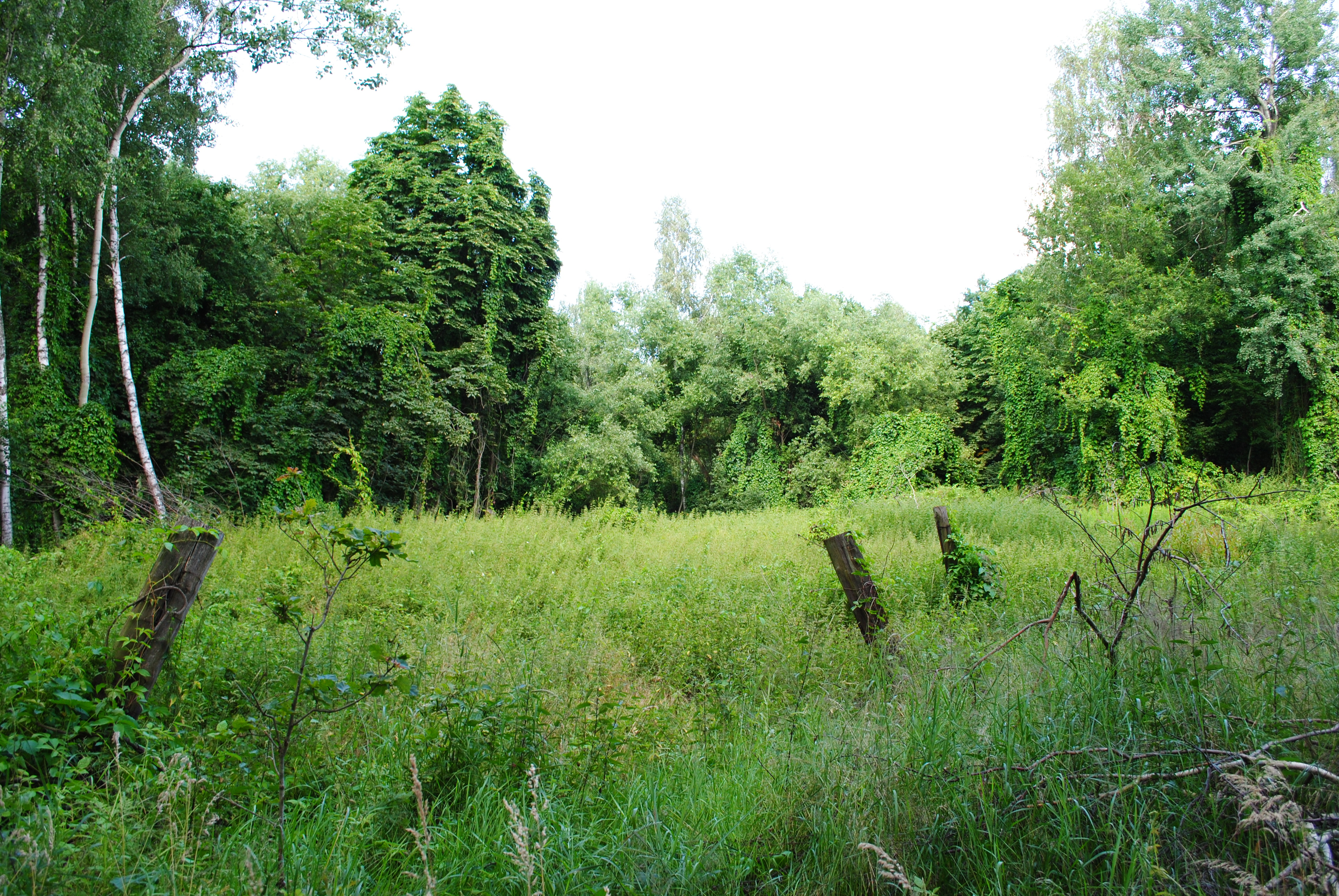
Polana leśna w rejonie dawnej kolonii Amandy

Teren Janowa-Nikiszowca charakteryzuje się znacznym udziałem powierzchniowym terenów zielonych. Południowo-zachodnia część dzielnicy stanowiła fragment dawnej Puszczy Śląskiej. Na Płaskowyżu Murcek pierwotnie rosły głównie buczyny i grądy. Doliny rzek porastały łęgi. Tereny te zaczęły ulegać przeobrażeniom wraz z rozwojem przemysłu ciężkiego na początku XX wieku, głównie w rejonach północnych. Wraz z rozwojem działalności człowieka nastąpiły też przekształcenia w środowisku, w tym rzeźby terenu (hałdy i zapadliska), sieci hydrologicznej (m.in. skanalizowanie rzek i powstanie sztucznych zbiorników), szaty roślinnej i zwierzęcej. Ustąpiła stąd część dużych zwierząt (spotyka się jedynie jelenie europejskie oraz dziki), a także pojawiły się nowe, związane z terenami otwartymi. Ponadto pojawiły się również obce gatunki roślin i zwierząt. Część zwierząt została tu świadomie introdukowana (głównie ryby, hodowane zwłaszcza w Stawie Upadowym).
Lasy w rejonie Janowa-Nikiszowca znajdują się w zarządzie Lasów Państwowych i administrowane są przez Nadleśnictwo Katowice Leśnictwo Janów. Siedziba leśnictwa znajduje się przy ul. Leśnego Potoku 95. Lasy te koncentrują się głównie w północnej, zachodniej i południowej części dzielnicy. W drzewostanie ciągnącym się w dolinie Boliny dominującym gatunkiem jest sosna zwyczajna, poza tym rosną tu dęby. Bliżej Nikiszowca rosną olsy, a także jesiony i buki. W północnej i zachodniej części dzielnicy dominującym gatunkiem jest brzoza brodawkowata, natomiast w rejonie dawnej Kolonii Amandy modrzew europejski, bez czarny, topola osika i kruszyna pospolita.

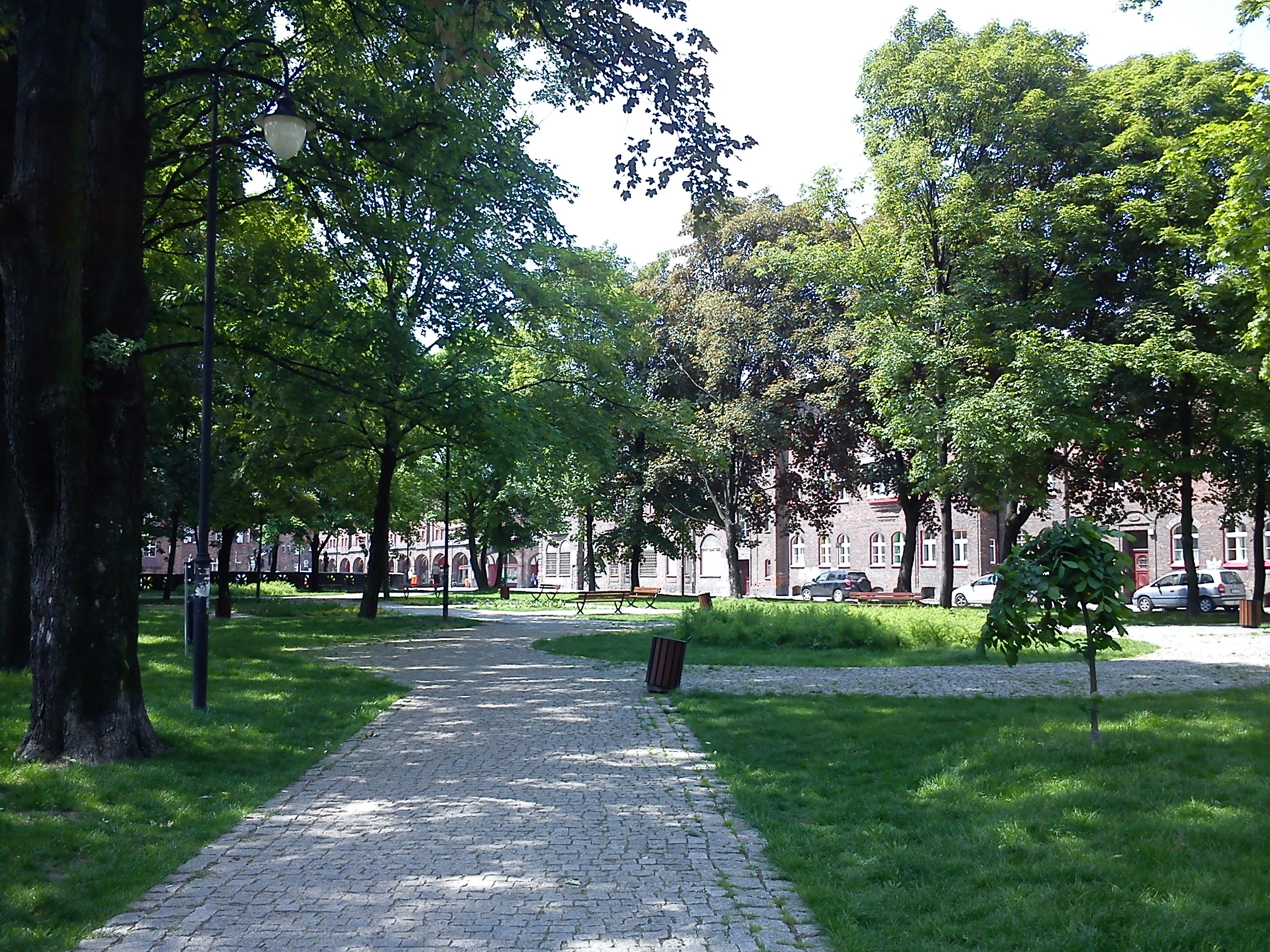
Skwer Emila i Georga Zillmannów

W Janowie-Nikiszowcu nie ma żadnych powierzchniowych form ochrony przyrody i pomników przyrody. Występują tu następujące obszary zieleni urządzonej:
- Park Bolina – park znajdujący się przy ulicy Leśnego Potoku, wzdłuż Boliny i przy stawie Bolina; powstał w latach 50. XX w. jako miejsce odpoczynku dla górników kopalni Wieczorek i ich rodzin[29][30],
- Skwer Emila i Georga Zillmannów – skwer położony na osiedlu Nikiszowiec; upamiętnia on Emilla i Georga Zillmannów – architektów tego osiedla[31].

Ogrody działkowe na terenie Janowa-Nikiszowca podlegają pod Śląski Okręgowy Zarząd Polskiego Związku Działkowców, Delegatura Katowice:
| Nazwa ogrodów         | Lokalizacja            | Powierzchnia (ha) | Liczba działek (2007) |
| --------------------- | ---------------------- | ----------------- | --------------------- |
| Janowianka, Kolonia 1 | ul. Zamkowa            | 2,05              | 70                    |
| Janowianka, Kolonia 2 | ul. ks. Alojzego Ficka | 0,49              | 15                    |
| Wieczorka             | ul. Górniczego Dorobku | 10,27             | 200                   |

## Historia

### Początki

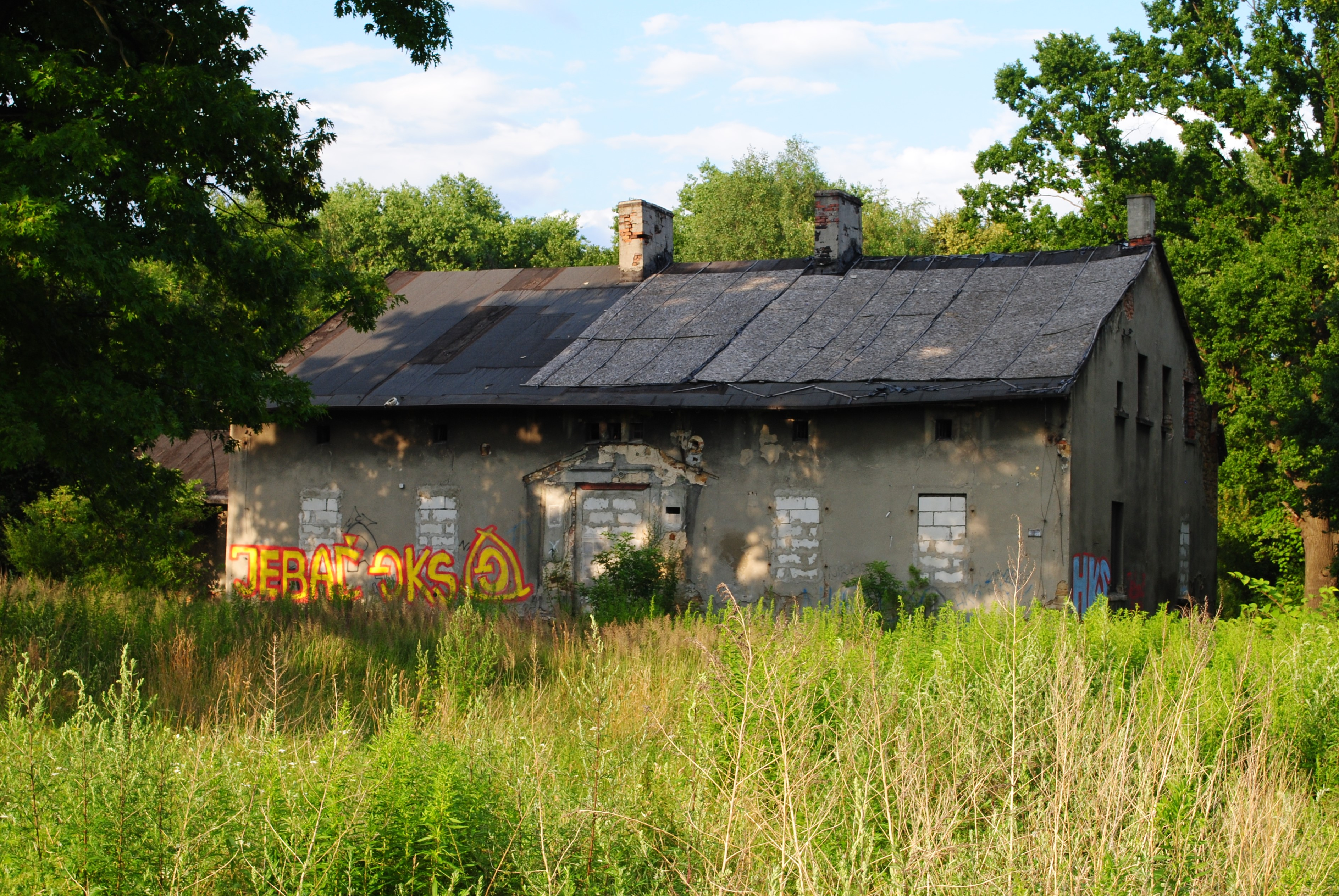
Dawny dworek Mieroszewskich przy ul. Nad Stawem 3a (wyburzony 21 października 2021 roku)

Osadnictwo na terenie obecnej dzielnicy Janów-Nikiszowiec zaczęło się rozwijać od XVIII wieku, lecz jedna z hipotez wskazuje, że nieistniejąca obecnie wieś Jaźwce, wymieniana już w dokumentach z XIV wieku, znajdowała się na terenie obecnego Janowa. Pierwszą wzmiankę o Janowie jako osadzie leśnej notuje się w 1742 roku, lecz miejscowość ta była już ukazywana na wcześniej wydanych mapach, w tym z 1736 roku pod nazwą Jonow.
Tereny Janowa do 1617 roku należały do Salomonów, a potem do Mieroszewskich. Na początku XVIII wieku, na prawym brzegu Boliny, podjęto decyzję o budowie nowej osady. Pierwszym budynkiem był drewniany dworek myśliwski, wybudowany w tym samym miejscu, co późniejszy zameczek przy ul. Nad Stawem 3a. W tym samym okresie, na wzniesieniu na prawym brzegu Boliny, Jan Krzysztof Mieroszewski oddał do użytku folwark, nazwany od imienia swego założyciela Janowcem. Nowo założony folwark dał początek rozwijającej się obok osadzie, dla której utarła się nazwa Janów. Sam zaś folwark po raz pierwszy wzmiankowany był w dokumencie z 30 stycznia 1724 roku.
Aleksander Mieroszewski – ostatni dziedzic z rodu Mieroszewskich – 11 maja 1839 roku zamienił całość dóbr na majorat pieniężny wraz z prawem do używania tytułu ordynata rodzinie Wincklerów. Za jego panowania, przed i w czasie powstania listopadowego, Janów był jednym z ważniejszych miejsc, gdzie odbywały się spotkania konspiracyjne. Aleksander Mieroszewski urządził pomiędzy pałacykiem a Boliną ogród w stylu angielskim. W 1848 roku w Janowie powstała pierwsza szkoła, znajdująca się przy ul. Oswobodzenia. W pierwszym roku funkcjonowania do szkoły uczęszczało 84 dzieci.

### Okres od rozwoju przemysłu do I wojny światowej

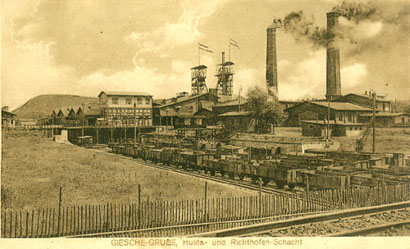
Kopalnia „Giesche” (obecnie „Wieczorek”) około 1915 roku

W pierwszej połowie XIX wieku na terenie obecnej dzielnicy Janów-Nikiszowiec rozpoczął się intensywny rozwój przemysłowy, zapoczątkowany przez rozwój górnictwa węgla kamiennego i hutnictwa cynku. W latach 30. otwarto w rejonie Janowa cztery kopalnie: „Agnes Amanda” (od 1840 roku z połączenia dwóch kopalni: „Agnes” i „Amande”), „Gute Amalie”, „Morgenroth” oraz „Susanne”. Ich współwłaścicielem był Aleksander Mieroszewski, a po sprzedaży majątku rodzina Wincklerów. Przy kopalni „Gute Amalie” powstała kolonia Amandy, której zabudowę stanowiły parterowe i piętrowe domy. Przy kopalni „Susanne” powstała zaś w latach 60. XIX wieku kolonia Zuzanna, która podobnie jak pobliska kolonia Amandy składała się z małych, przeludnionych domów mieszkalnych. Obecnie obszar kolonii położony jest na terenie sąsiedniej dzielnicy – Osiedla Paderewskiego-Muchowca.
W 1841 roku rozpoczęła produkcja huta Arnold, a przy niej wybudowano kolonię Huta Arnold. W połowie XIX wieku następował proces uwłaszczenia janowskich chłopów, a do 1870 roku uruchomiono linię Kolei Prawego Brzegu Odry (Szopienice Północne – Janów – Dziedzice).

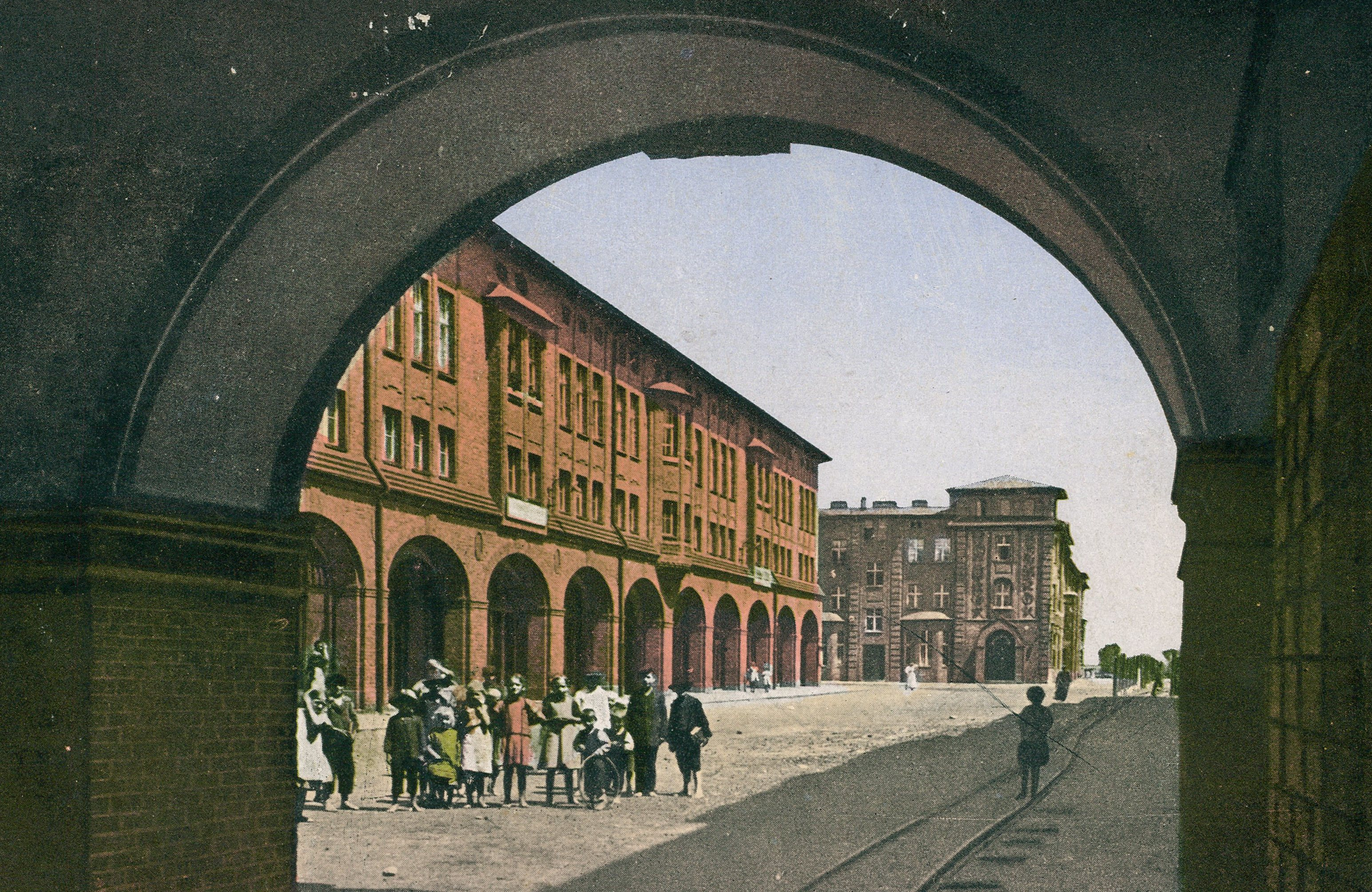
Osiedle Nikiszowiec w 1912 roku; widok na plac Wyzwolenia

Kopalnie początkowo powstawały w lasach, a sam zaś Janów zachował charakter rolniczy do czasu, gdy w rejonie wsi zaczął inwestować koncern Georg von Giesches Erben (pol. Spadkobiercy Jerzego von Giesche). Na początku wybudowano w rejonie obecnego skrzyżowania ul. Oswobodzenia i Szopienickiej szyb „Hoffmann” (późniekszy szyb „Ligoń”). W 1883 roku 10 okolicznych kopalń połączono w jedną – „Giesche”. Spółka ta, chcąc zapewnić dalszy rozwój, 9 maja 1899 roku wykupiła od hrabiego Huberta von Tiele-Winklera za kwotę 30 milionów marek pole górnicze „Reserve” wraz z przyległymi terenami. Łącznie wykupiono blisko 2/3 obszaru lasu mysłowickiego (1900 ha). Dnia 13 maja 1907 roku powołano obszar dworski Giszowiec z administracją w Janowie, który obejmował zasięgiem tereny należące do koncernu spadkobierców Gieschego.
Dla górników zatrudnionych w kopalni „Giesche” w 1907 roku przystąpiono do budowy osiedla górniczego Giszowiec, w którym jak się później okazało liczba mieszkań dla pracowników kopalni stała się niewystarczająca. Dnia 16 grudnia 1908 roku Wydział Powiatowy w Katowicach wydał zgodę na wybudowanie w sąsiedztwie szybu „Nickisch” – jednego z czternastu szybów kopalni „Giesche” (od 1935 roku szyb „Poniatowski”) nowej kolonii robotniczej – Nikiszowca. Na budowę nowego osiedla przeznaczono obszar o powierzchni 20 hektarów, a docelowo miało w nim zamieszkać około 5000 robotników oraz urzędników.
Osiedle zaprojektowali architekci Emil i Georg Zillmannowie z Charlottenburga. Jesienią 1911 roku oddano do użytku pierwszy blok mieszkalny. Do wybuchu I wojny światowej wybudowano łącznie 6 bloków osiedla, a ostatni blok (IX) oddano do użytku w 1919 roku. W 1914 roku przystąpiono do budowy neobarokowego kościoła św. Anny przy centralnym placu Nikiszowca. Świątynię tę również zaprojektowali Zillmannowie.

### Powstania śląskie i plebiscyt

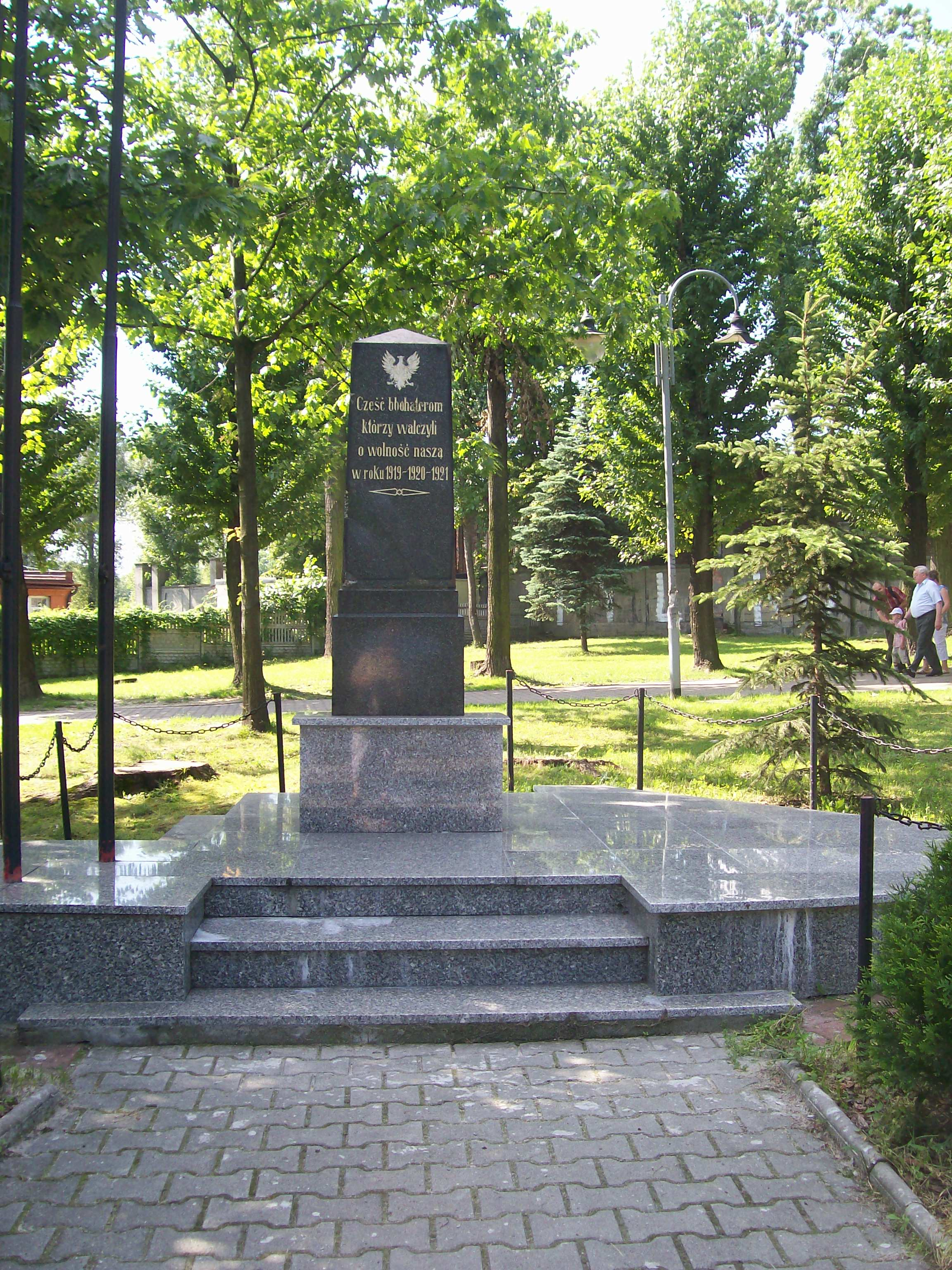
Pomnik Powstańców Śląskich na skwerze Artystów Grupy Janowskiej

Po zakończeniu I wojny światowej większość mieszkańców Janowa i Nikiszowca oczekiwała na przyłączenie Górnego Śląska do Polski. Część z nich postanowiła chwycić za broń. W 1919 roku utworzono komórkę Polskiej Organizacji Wojskowej, przygotowującej swoich członków do podjęcia walki zbrojnej. Komendantem został Feliks Marszalski, a jego zastępcą Teodor Chrószcz. 13 sierpnia 1919 roku górnicy kopalni „Giesche” przyłączyli się do strajku generalnego. W czasie tego strajku doszło do wybuchu I powstania śląskiego.
Podczas powstań śląskich (lata 1919–1921), a szczególnie w czasie I powstania, w Nikiszowcu toczyły się zacięte walki o przyłączenie terenów Górnego Śląska do Polski. W Janowie zaś w dniu 18 sierpnia 1919 roku trwały walki powstańców z żandarmami, po których Janów został zdobyty. Powstańcy z Janowa i Nikiszowca walczyli do 24 sierpnia 1919 roku, po czym wycofali się do Sosnowca. O wydarzeniach tamtych czasów opowiada film Kazimierza Kutza Sól ziemi czarnej. W czasie II powstania śląskiego Janów i Nikiszowiec zostały zajęte przez powstańców bez walk po rozbrojeniu niemieckiej policji, a 19 sierpnia 1919 roku górnicy kopalni „Giesche” rozpoczęli strajk, który trwał do końca powstania.
Dnia 20 marca 1921 roku w przeprowadzonym na Górnym Śląsku plebiscycie, za przyłączeniem do Polski opowiedziało się 2045 mieszkańców Janowa (80,9% głosów) i 1946 mieszkańców Nikiszowca (74,3% głosów). Jako że wyniki plebiscytu w skali całego obszaru nie były korzystne dla Polski, w nocy z 2 na 3 maja 1921 roku doszło do wybuchu III powstania śląskiego. Janów i Nikiszowiec zostały zdobyte przez powstańców bez walki w pierwszym dniu powstania. Powstańcy pochodzący z Janowa i Nikiszowca brali udział w walkach w rejonie Góry św. Anny.

### II Rzeczpospolita
Na mocy konwencji zawartej w Genewie gmina Janów i obszar dworski Giszowiec (w tym Nikiszowiec) znalazły się w maju 1922 roku w granicach II Rzeczypospolitej. Wraz z przyłączeniem Janowa i Nikiszowca do Polski rozpoczęto zmiany w nazewnictwie – Nickischschacht oficjalnie stał się Nikiszowcem, a także zmieniono nazwy ulic na polskie. W 1924 roku nastąpiła likwidacja obszaru dworskiego Giszowiec i osiedle Nikiszowiec wraz z Giszowcem zostało 1 lipca 1924 roku włączone do gminy Janów. W okresie międzywojennym na terenie osiedla propagowano kulturę polską i rozwijano działalność wielu organizacji społecznych, m.in.: Towarzystwa Gimnastycznego „Sokół” (gniazdo to nosiło nazwę „Nikisz-Giszowiec”), chóru męskiego im. Stanisława Moniuszki, chóru mieszanego „Wolność” (w 1927 roku zmiana nazwy na „Halka”), Towarzystwa Czytelni Ludowych i Związku Harcerstwa Polskiego.
Górnicy, rozczarowani pogarszającymi się warunkami życiowymi, buntowali się przeciwko redukcji zatrudnienia i obniżce płac. Na czele lokalnego ruchu rewolucyjnego stanął jeden z czołowych działaczy komunistycznych na Górnym Śląsku, górnik kopalni „Giesche”, Józef Wieczorek. W marcu 1937 roku w kopalni „Giesche” doszło do strajku, który był ostatnim poważnym wystąpieniem górnośląskich robotników przed wybuchem II wojny światowej. Trwające w tym czasie strajki zostały zobrazowane w filmie Kazimierza Kutza Perła w koronie.

### II wojna światowa
Dnia 4 września 1939 roku, w wyniku inwazji wojsk hitlerowskich na Polskę, Nikiszowiec znalazł się pod okupacją niemiecką. Usunięto wszelkie ślady polskości z życia publicznego oraz likwidowano wszelkie polskie instytucje i organizacje. 3 lutego 1942 roku władze niemieckie nazwę gminy Janów, która wydawała się być bardzo polską, zmieniły na niemiecką Gieschewald, nawiązując do dawnej nazwy obszaru dworskiego, przy czym Nikiszowiec nazwano Gieschewald-Mitte, Janów zmieniono na Gieschewald-Nord, a Giszowiec na Gieschewald-Süd.
W czasie okupacji na terenie gminy Janów działały różne organizacje konspiracyjne, których celem była walka z okupantem. Organizowano m.in. działalność sabotażową i dywersyjną. Masowy pobór do Wehrmachtu i przedłużająca się wojna spowodowały brak rąk do pracy w kopalni „Giesche”. W związku z tym do pracy zatrudniano kobiety, młodzież i jeńców wojennych. Jeńcy, głównie Rosjanie, zostali zakwaterowani w barakach mieszkalnych w pobliżu szybu „Zbyszko” (przy obecnej ul. Transportowców).
W wyniku ofensywy wojsk radzieckich w kierunku Katowic, około 25 stycznia 1945 roku władze niemieckie opuściły Janów i Nikiszowiec, a 27 stycznia 1945 roku Janów i Nikiszowiec wraz z Katowicami zostały zajęte przez Armię Czerwoną.

### Lata powojenne

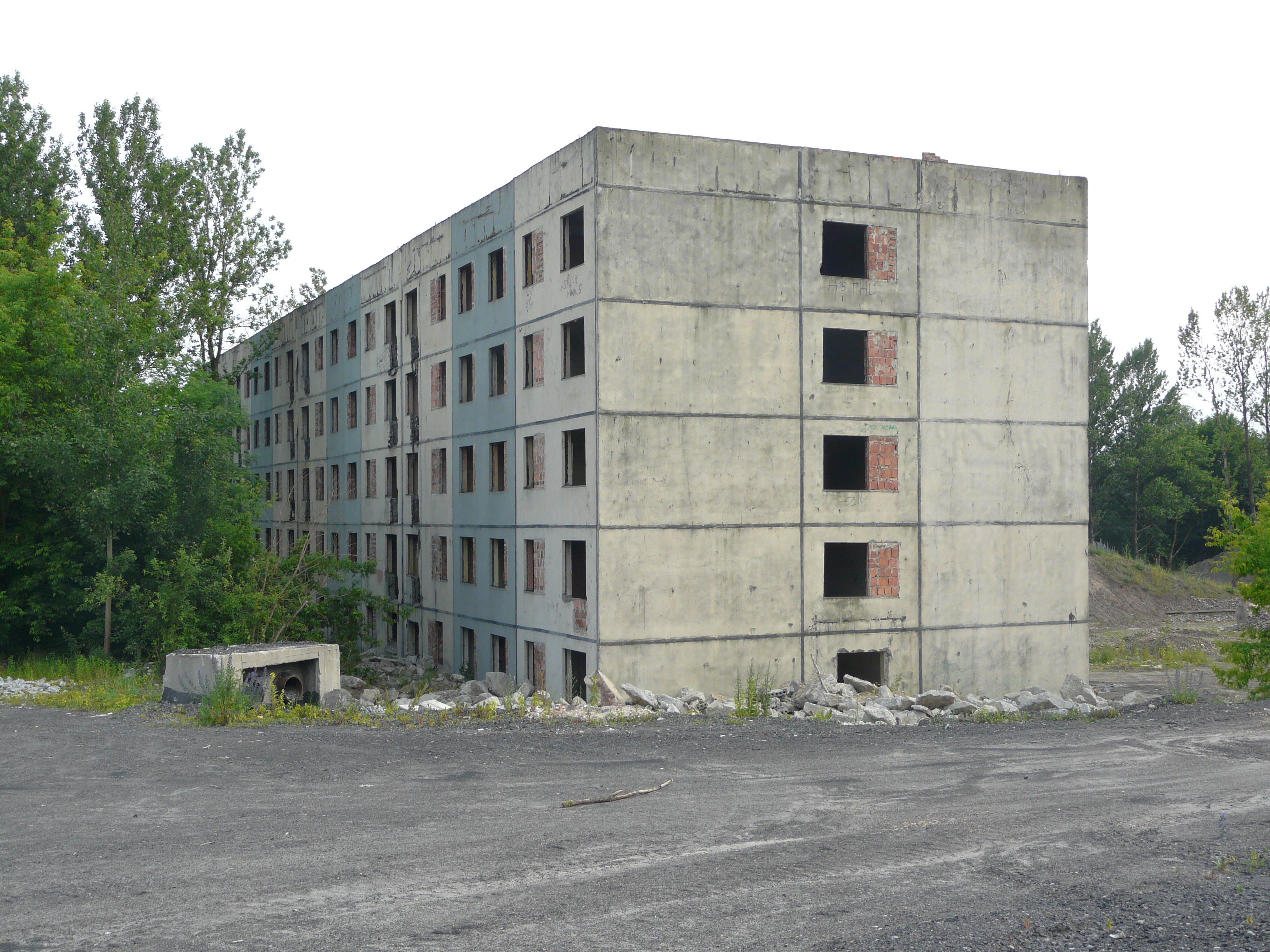
Budynek dawnego Domu Górnika

Dzień po zajęciu Janowa i Nikiszowca przez wojska radzieckie, 28 stycznia 1945 roku przedstawiciele komitetów powstałych w Janowie, Nikiszowcu i Giszowcu utworzyli Tymczasową Radę Gminną, na której czele stanął Józef Żymła z Giszowca. Przywrócono polskie nazwy ulic i miejscowości. W 1947 roku naczelnikiem gminy Janów został Emanuel Zielosko. W dniu 22 marca 1951 roku Janów i Nikiszowiec zostały włączony w skład miasta Szopienice, natomiast od 31 grudnia 1959 roku stały się częścią Katowic. W 1978 roku Nikiszowiec wpisano do rejestru zabytków i odtąd objęty jest ochroną prawną.
Po II wojnie światowej znacjonalizowano kopalnię „Giesche”, którą później przemiano na „Janów”, a w 1946 roku na „Wieczorek”. W związku ze zwiększeniem zapotrzebowania na siłę roboczą, od 1951 roku rozpoczęto rozbudowywać bazę noclegową, a w latach 1956–1957 powstał drugi, a w I połowie lat 70. XX wieku trzeci Dom Górnika, który znajdował się przy ul. Górniczego Dorobku. W latach 40. i 50. XX wieku pomiędzy Nikiszowcem a Giszowcem powstało nowe osiedle domów jednorodzinnych – Kolonia Wysockiego.

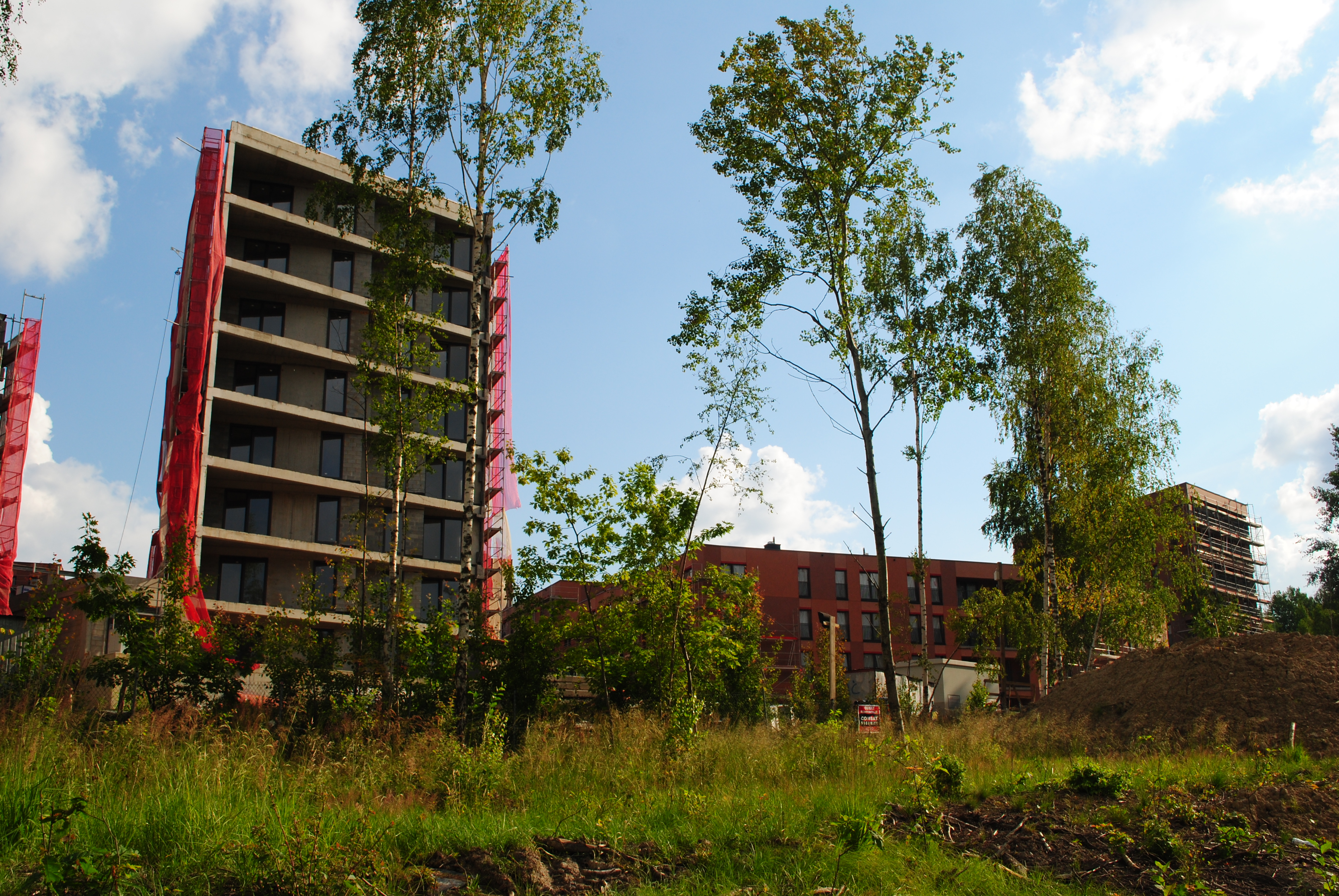
Nowy Nikiszowiec w 2020 roku

W 1989 roku rozpoczęła się transformacja ustrojowo-gospodarcza w Polsce, która miała również duży wpływ na Janów-Nikiszowiec, a zwłaszcza na kopalnię „Wieczorek”. Rok później rozpoczął się proces restrukturyzacji kopalni, a wraz z tym kopalnia pozbywała się działalności pozagórniczej, w tym obiektów sportowych i domu kultury, a także budynków mieszkalnych. W 1995 roku z kopalni wydzielono elektrociepłownię „Jerzy”. Od 2006 roku osiedle Nikiszowiec jest jedną z atrakcji Szlaku Zabytków Techniki Województwa Śląskiego.
Wiosną 2018 roku, w ramach rządowego programu Mieszkanie Plus, na zachód od osiedla Nikiszowiec, przy budowanym łączniku ul. Gospodarczej z ul. Szopienicką, rozpoczęto budowę Nowego Nikiszowca. Osiedle te będzie docelowo składać się z trzech kompleksów budynków, architektonicznie i urbanistycznie nawiązujących do zabytkowego Nikiszowca, w których znajdzie się 513 mieszkań i ponad 1000 m² powierzchni usługowo-handlowej. Zakończenie budowy pierwotnie zaplanowano na IV kwartał 2020 roku. We wrześniu 2021 roku do Nowego Nikiszowca wprowadzili się pierwsi mieszkańcy.

## Demografia
Rozwój demograficzny obecnego obszaru dzielnicy Janów-Nikiszowiec, zwłaszcza na przełomie XIX i XX wieku, był bardzo dynamiczny. W 1783 roku w Janowie mieszkało 141 osób powyżej 16 roku życia, w tym 3 kmieci, 2 młynarzy, 22 zagrodników i 3 chałupników. W 1910 roku, czyli przed budową osiedla Nikiszowiec, w gminie Janów mieszkało 5360 osób, z czego 4475 porozumiewała się językiem polskim, a 188 polskim i niemieckim. W 1936 roku w gminie Janów mieszkało już 17 820 osób, z czego w Janowie 517, w Nikiszowcu 7 185, a w położonym obecnie poza dzielnicą Giszowcu 5463 mieszkańców. Po 1988 roku w Janowie-Nikiszowcu notuje się systematyczny spadek liczby mieszkańców. W tamtym czasie w Janowie-Nikiszowcu mieszkało 12 611 osób i pod względem struktury wiekowej proporcje były w miarę wyrównane z przewagą grupy ludności w wieku 15–29 lat. Janów-Nikiszowiec wg stanu z grudnia 2007 roku liczył 11 496 mieszkańców (3,6% mieszkańców całego miasta), z czego w Nikiszowcu mieszkało wówczas ok. 3,8 tys. osób, a w rejonie Kolonii Wysockiego 2,1 tys. mieszkańców. Była wówczas 15. pod względem ludności dzielnicą Katowic (na 22 dzielnice). Średnia gęstość zaludnienia wynosiła wówczas 1330 osób/km² i była niższa niż średnia dla całych Katowic – 1916 osób/km². Wówczas dominowały osoby w przedziale lat 15–29 oraz 45-59, a najmniejszy udział był osób w wieku 0–14 lat. Struktura wiekowo-płciowa mieszkańców Janowa-Nikiszowca w 2015 roku przedstawiona jest w poniższej tabeli:
| Okres/ l. ludności   | przedprodukcyjny (0–18 lat) | produkcyjny (18-60/65 lat) | poprodukcyjny (pow. 60/65 lat) | Razem  |
| -------------------- | --------------------------- | -------------------------- | ------------------------------ | ------ |
| Ogółem               | 1 636                       | 6 511                      | 1 947                          | 10 094 |
| kobiety              | 817                         | 3079                       | 1334                           | 5230   |
| mężczyźni            | 819                         | 3432                       | 613                            | 4864   |
| Wskaźnik feminizacji | 100                         | 90                         | 218                            | 108    |

Szczegółowe dane dotyczące liczby ludności w poszczególnych latach na obszarze Janowa-Nikiszowca przedstawia poniższy wykres:
Źródła danych i uwagi: 1783 (osoby w wieku powyżej 16 lat), 1873, 1885, 1900 (wg innego źródła w 1901 roku w Janowie mieszkało 2429 osób), 1905, 1910, 1936, 1939, 1988; 1997; 2005; 2010; 2015; 2019
Prognozy ludnościowe opracowane w 2007 roku szacowały populację Janowa-Nikiszowca w wariancie pesymistycznym w 2010 roku na poziomie 11 256 osób (99,3% stanu z 2007 roku), w 2020 roku 10 844 osób (95,6%) i w 2030 roku 9945 osób (87,7%). W wariancie optymistycznym oszacowano liczbę mieszkańców Janowa-Nikiszowca w 2010 roku na 11 270 osób (99,4% stanu z 2007 roku), w 2020 roku 11 011 osób (97,1%) i w 2030 roku 10 304 osoby (90,9%).

## Polityka i administracja

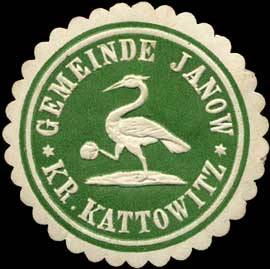
Przedwojenna pieczęć dawnej gminy Janów

Herb dawnej gminy Janów z 1930 roku

Tereny Janowa-Nikiszowca do 1617 roku należały do Salomonów, którzy otrzymali te ziemie po podziale dóbr mysłowickich. Dzięki małżeństwom Salomonów z Mieroszewskimi z czasem ci drudzy stali się właścicielami ziem w rejonie Mysłowic (w tym Janowa i okolicznych obszarów leśnych). W dniu 26 listopada 1678 roku na tych ziemiach ustanowiono statut ordynacji mysłowickiej. Pierwszym ordynatem został Jan Krzysztof Mieroszewski, który rządził tymi terenami do 1755 roku, a w międzyczasie na skutek wojen śląskich tereny te przeszły z Austrii we władania Prus. Rejon Janowa wszedł wówczas w skład powiatu pszczyńskiego.
W 1818 roku tereny obecnej dzielnicy Janów-Nikiszowiec włączono do wydzielonego powiatu bytomskiego, a Aleksander Mieroszewski – ostatni dziedzic z rodu Mieroszewskich – 11 maja 1839 roku sprzedał swoje dobra rodzinie Wincklerów, zachowując przy tym tytuł ordynata.
Wraz z rozwojem przemysłu doszło do podziału powiatu bytomskiego i w 1873 roku obecne tereny Janowa-Nikiszowca weszły w skład nowego powiatu katowickiego. Rok później powstała osobna gmina Janów, a wraz z tym własną pieczęć z herbem rodziny Taczała, przedstawiającą czaplę stojącą na jednej nodze i trzymającej kamień w drugiej. Towarzystwo Georg von Giesches Erben w akcie zakupu pola górniczego „Reserve” wraz z okolicznymi terenami, na którym wybudowano osiedle Giszowiec i Nikiszowiec zastrzegło możliwość wydzielenia tych terenów pod wyznaczenie samodzielnego obszaru dworskiego. Tak też od 1905 roku prowadzono działania nad wyznaczeniem nowego obszaru dworskiego, którego tereny byłyby w całości pod jurysdykcją Towarzystwa. Siedziba obszaru dworskiego Giszowiec mieściła się w Janowie.

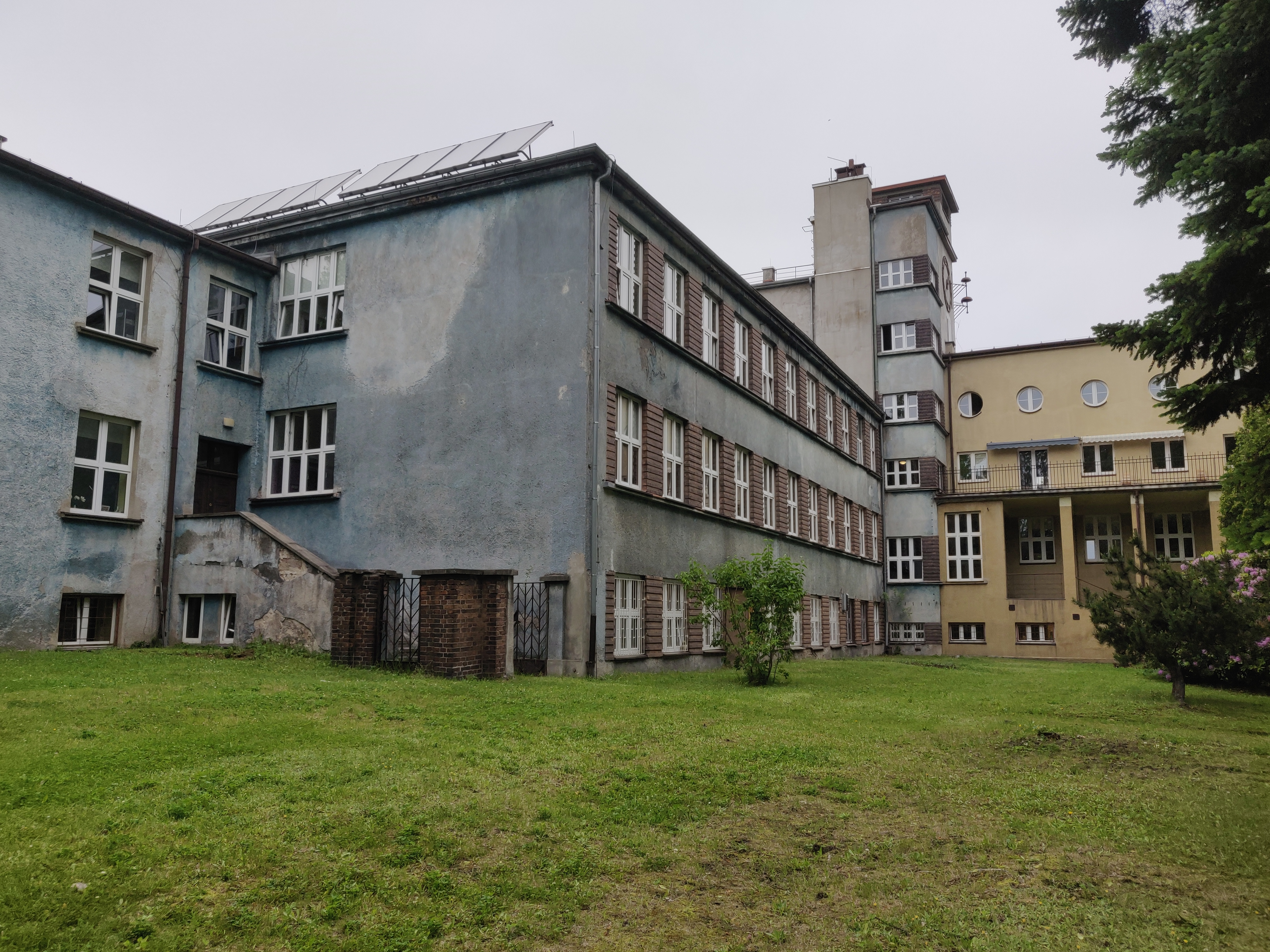
Budynek dawnego urzędu gminy Janów, przy ul. Szopienickiej 59

Po I wojnie światowej, w dniu 15 maja 1922 roku Janów i Nikiszowiec zostały włączone do Polski i były częścią autonomicznego województwa śląskiego. Obszar dworski Giszowiec, w którym leżało osiedle Nikiszowiec, do 1924 roku pozostał osobną gminą z własną administracją. Wówczas to, w związku z likwidacją samodzielnych obszarów dworskich, włączono ją do gminy wiejskiej Janów, która obejmowała wówczas Janów, Giszowiec i Nikiszowiec. Pod względem własności gruntów, aż 95,2% terenów gminy należały do spółki Giesche. W latach 1929–1930 powstał nowy budynek Urzędu Gminy Janów. W czasie II wojny światowej, 8 października 1939 roku gmina Janów wraz z całym Górnym Śląskiem i Zagłębiem Dąbrowskim włączona została do III Rzeszy Niemieckiej, do prowincji śląskiej, do wydzielonej 26 października 1939 roku rejencji katowickiej. W czasie okupacji siedzibę gminy Janów przeniesiono do Giszowca. Po II wojnie światowej gmina Janów wróciła do Polski. W 1947 roku Janów wraz z Nikiszowcem włączono do powiatu miejskiego Szopienice, a od 31 grudnia 1959 roku do Katowic, stając się jej dzielnicą.
Rada Miejska Katowic 29 września 1997 roku uchwaliła nowy podział na jednostki pomocnicze samorządu na terenie miasta, uznając Janów-Nikiszowiec za 16 jednostkę pomocniczą, w zespole dzielnic wschodnich, wytyczając równocześnie jej dokładne granice. W wyborach do Rady Miasta Katowice Janów-Nikiszowiec należy do okręgu nr 2, wraz z dzielnicami Dąbrówka Mała, Giszowiec i Szopienice-Burowiec. W latach 2006–2010 okręg ten miał 5 przedstawicieli w Radzie Miasta.
W Janowie-Nikiszowcu funkcjonuje Rada Dzielnicy nr 16, która posiada statut od 26 czerwca 2013 roku. Rada ta składa się z 15 radnych wybieranych na 4-letnią kadencję. Organem wykonawczym Rady jest Zarząd Dzielnicy. Siedziba Rady Dzielnicy znajduje się w pawilonie przy ul. Zamkowej 45. Przewodniczącą Rady Dzielnicy II kadencji (lata 2019–2022) była Elżbieta Zacher, natomiast Przewodniczącym Zarządu Piotr Żak.

## Gospodarka

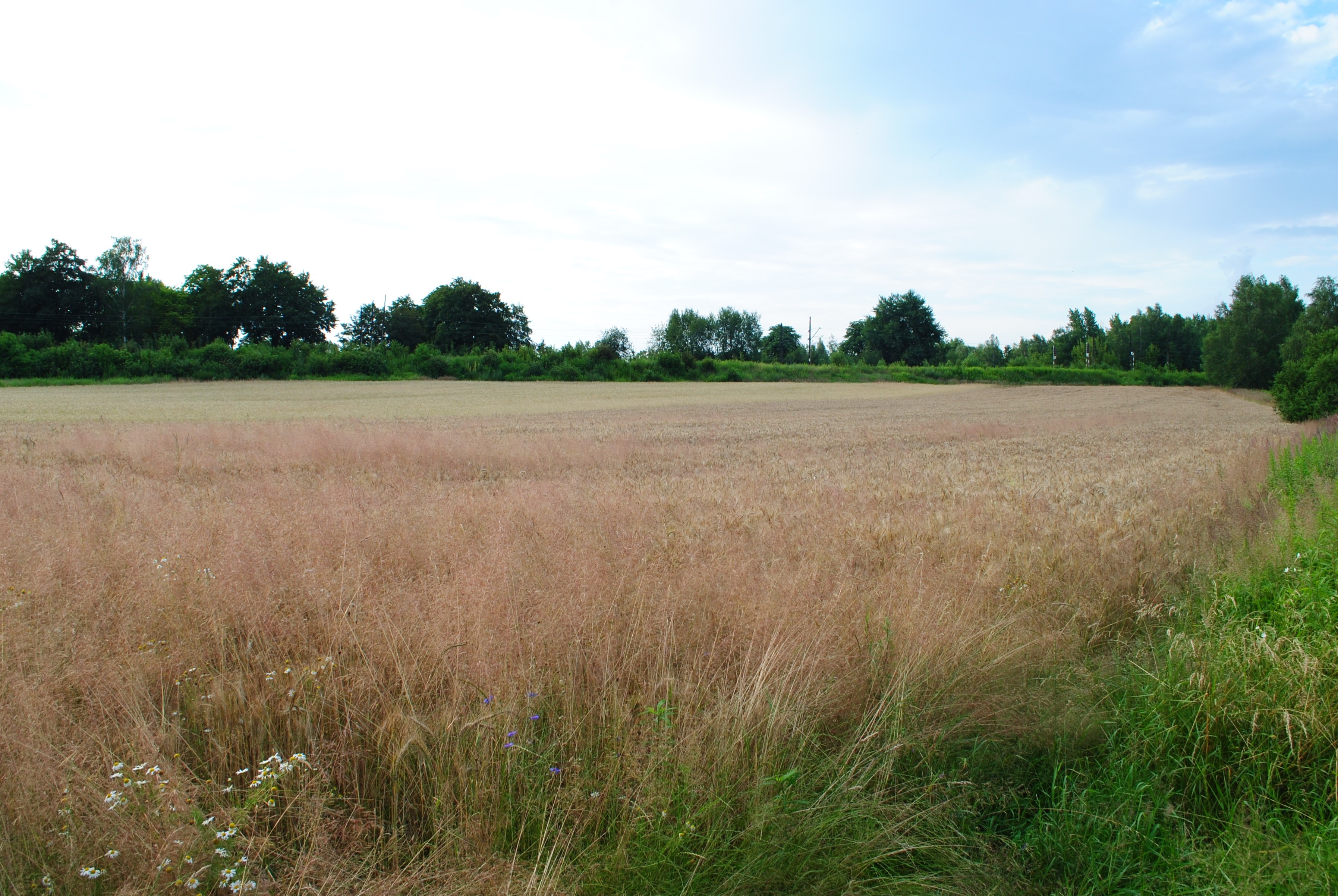
Pola uprawne w rejonie ul. Hodowców

Obszary Janowa-Nikiszowcem do lat 30. XIX wieku były głównie terenami leśnymi, a sam zaś Janów był osadą typowo rolniczą, w której poza uprawą roli trudniono się leśnictwem, wydobyciem i wytopem żelaza, a także funkcjonowały kamieniołomy oraz przy kuźnicy przesiewalnia potasu i huta szkła. Rozwój górnictwa węgla kamiennego w Janowie-Nikiszowcu datuje się od 1788 roku, kiedy to otrzymano nadanie na założenie kopalni „Bergtal”, w której wydobycie trwało w latach 1792–1823.
Intensywny rozwój przemysłowy Janowa-Nikiszowca został zapoczątkowany przez rozwój górnictwa węgla kamiennego i hutnictwa cynku. Na terenie Janowa otwarto cztery kopalnie: „Agnes Amanda”, „Gute Amalie”, „Morgenroth” oraz „Susanne”. W 1841 roku rozpoczęła produkcja huta „Arnold”. W drugiej połowie XIX wieku uruchomiono dwie następne kopalnie, należące do koncernu Georg von Giesches Erben (pol. Spadkobiercy Jerzego von Giesche): „Guter Albert” i „Giesche”. W 1883 roku 10 okolicznych kopalń połączono w jedną – „Giesche”. Po wykupie w 1899 roku przez koncern spadkobierców Gieschego pól górniczych „Reserve”, w 1904 roku rozpoczęto dalszy rozwój kopalni – wówczas zaczęto drążyć szyb „Carmer” („Pułaski”), a w 1907 roku szyb pomocniczy „Nickisch” („Poniatowski”).

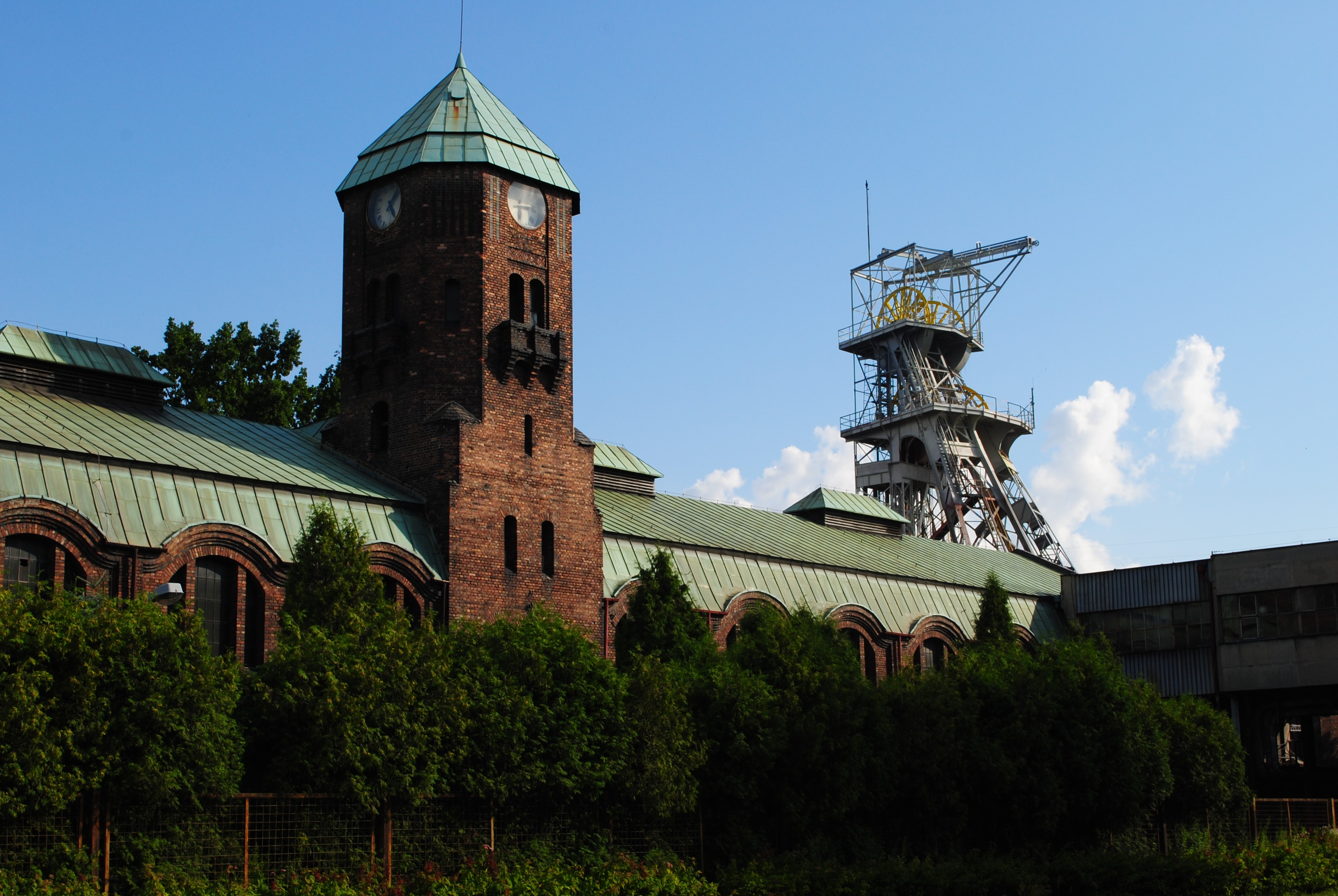
Cechownia i wieża wyciągowa szybu „Pułaski” kopalni „Wieczorek”

W latach międzywojennych, w związku z włączeniem części Górnego Śląska do Polski, a wraz z tym kopalni Giesche, powstała nowa spółka Giesche S.A. W 1926 roku koncern Georg von Giesches Erben zawarł porozumienie z przedsiębiorstwami amerykańskimi, tworząc spółkę Silesian-American Corporation, którzy rozpoczęli szereg inwestycji, w tym rozbudowę elektrowni przy szybie „Carmer” (od 1935 roku „Pułaski”). Podczas II wojny światowej, w związku z dużym zapotrzebowaniem na węgiel przez III Rzeszę, zwiększono wydobycie węgla kamiennego w kopalni „Giesche” (m.in. poprzez zwiększenie zatrudnienia i otwarcia zamkniętego szybu „Pułaski”). Po II wojnie światowej kopalnię znacjonalizowano, przemianowano na „Janów”, a 1 października 1946 roku na „Wieczorek” na cześć Józefa Wieczorka.
W 1989 roku rozpoczęła się transformacja ustrojowo-gospodarcza w Polsce, a rok później rozpoczął się proces restrukturyzacji kopalni. Liczne działalności przy kopalni wydzielono jako osobne spółki, a wraz z tym kopalnia pozbywała się działalności pozagórniczej. W 1995 roku z kopalni wydzielono elektrociepłownię „Jerzy”. Jednocześnie kopalnia zmniejszała wydobycie – w 1990 roku wydobyto 2,32 mln ton węgla kamiennego, a w 2004 roku 1,75 mln ton. Wraz z tym spadło zatrudnienie – w 1990 roku wynosiło prawie 5900 osób, a w 2001 roku przy kopalni zatrudnionych było 2840 osób. Kopalnia „Wieczorek” ze względu na wyczerpanie złóż surowca jest od 31 marca 2018 roku w trakcie likwidacji.
Według stanu z 31 grudnia 2013 roku w Janowie-Nikiszowcu było zarejestrowanych 913 podmiotów gospodarczych wg systemu REGON, co stanowiło 2,0% wszystkich podmiotów w Katowicach, z czego mikroprzedsiębiorstw było 838 (80 przedsiębiorstw na 1000 mieszkańców dzielnicy – wówczas najmniej w Katowicach, gdzie średnia dla miasta wynosiła wówczas 145 mikroprzedsiębiorstw na 1000 mieszkańców). W 2013 roku w Janowie-Nikiszowcu było 315 osób bezrobotnych.
Działalność gospodarcza w Janowie-Nikiszowcu po restrukturyzacji górnictwa koncentruje się w północnej części dzielnicy, w rejonie ul. Lwowskiej, Szopienickiej, Surowcowej i Transportowców, a także w mniejszym zakresie na pozostałym obszarze. Wśród nich, wg stanu z połowy sierpnia 2020 roku, funkcjonują w Janowie-Nikiszowcu następujące branże: dystrybutor środków farmaceutycznych Farmacol (ul. Szopienicka 77), recykler złomu stalowego CMC Poland (ul. Surowcowa 30), zakład produkcyjny branży meblarskiej Komandor (ul. Transportowców 35), producent lin stalowo-gumowych SAG (ul. Szopienicka 58a), właściciel ośrodków centrum danych 3S Data Center (ul. Gospodarcza 12), producent narzędzi Iscar Poland (ul. Gospodarcza 14), zakład rozbioru mięsa Arad (ul. Ociepki 17), producent opakowań SIP Opakowania (ul. Ociepki 8a), dostawca półfabrykatów z tworzyw sztucznych MPS-Mechanik (ul. Oswobodzenia 1b), a ponadto przedsiębiorstwa związane z przemysłem maszynowym (w tym Hitin z siedzibą przy ul. Szopienickiej 62c czy Polipaso – ul. Transportowców 37), budowlanym (w tym wytwórnia betonu Bosta-Beton przy ul. Lwowskiej 38 i laboratorium Labotest przy ul. Lwowskiej 38).

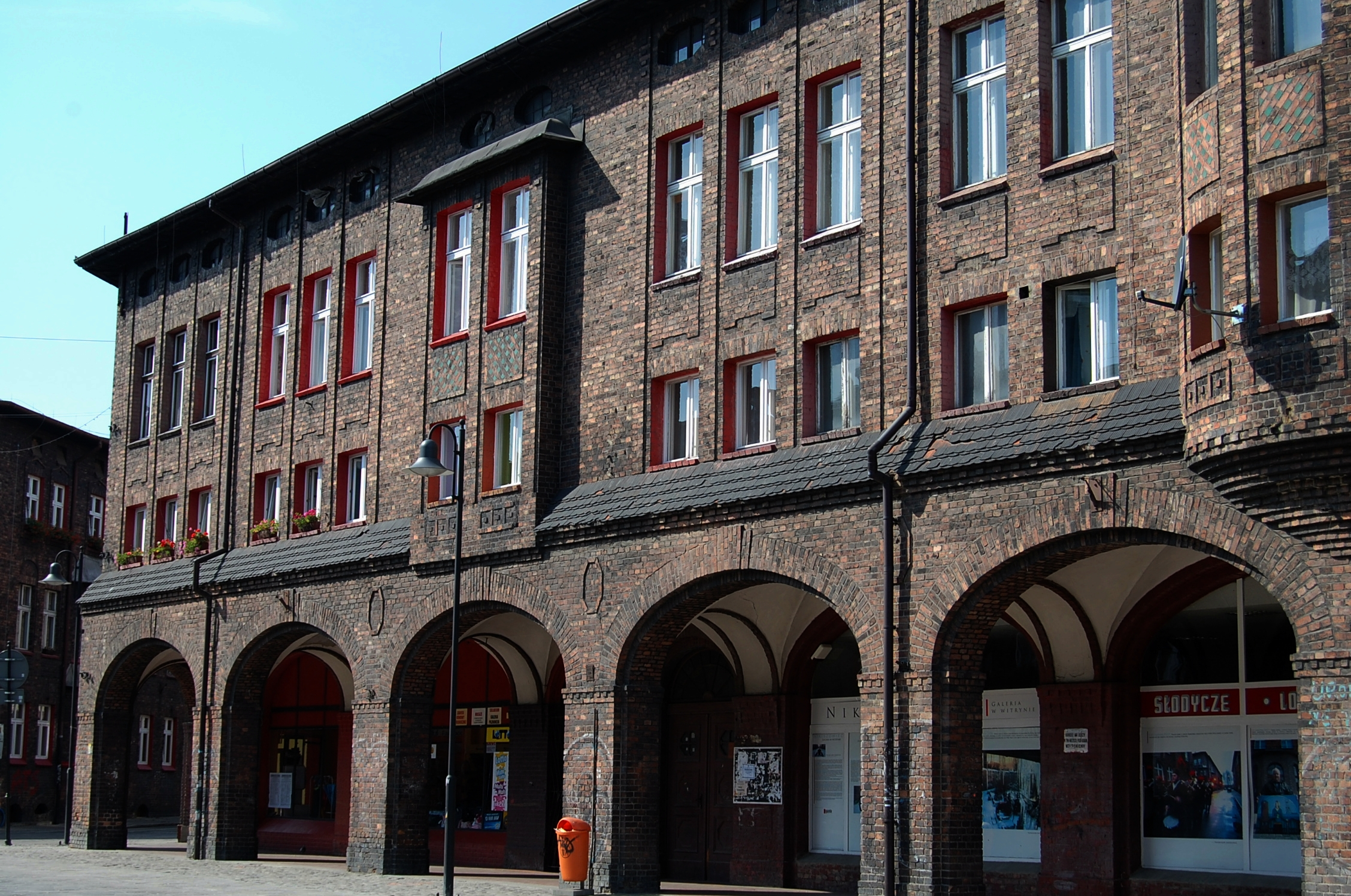
Dawny „Konsum” – budynek z podcieniami przy placu Wyzwolenia, w którym mieszczą się sklepy i inne placówki usługowe

W Janowie-Nikiszowcu nadal jest prowadzona działalność rolna. Według danych za styczeń 2008 roku według ewidencji gruntów powierzchnia gruntów ornych wynosiła 68,7 ha, natomiast według faktycznego użytkowania terenu obszary rolne w Janowie-Nikiszowcu wynoszą łącznie 1,02 ha. Obszary te koncentrują się w Janowie, w rejonie ul. Hodowców.
W rejonie całej dzielnicy występują punkty handlowo-usługowe z różnych branż, w tym jedyny na terenie Janowa-Nikiszowca supermarket sieci Biedronka (ul. Oswobodzenia 66). W Janowie-Nikiszowcu wykształciły się trzy ośrodki usługowo-handlowe o zasięgu lokalnym. Są to:
- Rejon skrzyżowania ulic: Lwowskiej, Oswobodzenia i Ociepki. Jest to obszar, który wykształcił usługi zlokalizowane przy głównej ulicy o wiejskiej genezie, wraz z jej ważniejszymi odgałęzieniami[119],
- Rejon ulic: Zamkowej i Grodowej (odcinek od ul. Zamkowej do ul. Leśnego Potoku)[119],
- Plac Wyzwolenia wraz z sąsiednimi ulicami. Ośrodek ten ma charakter centralnego placu, powstały w ramach zaplanowanej kompozycji urbanistycznej w ramach budowy Nikiszowca w I połowie XX wieku[119].

## Transport

### Transport drogowy

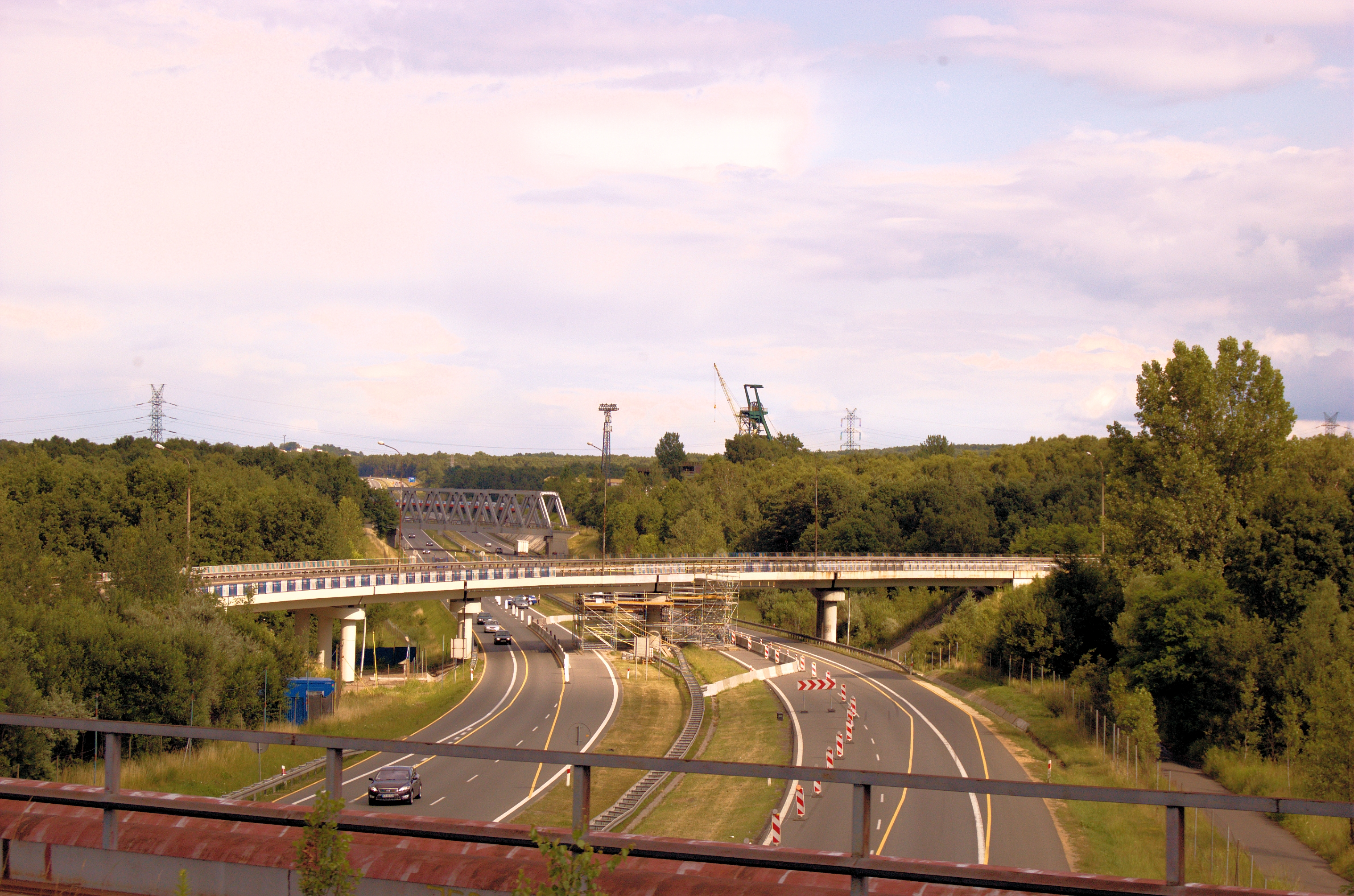
Autostrada A4 na granicy Giszowca i Janowa-Nikiszowca; na pierwszym planie wiadukt w ciągu ul. Szopienickiej

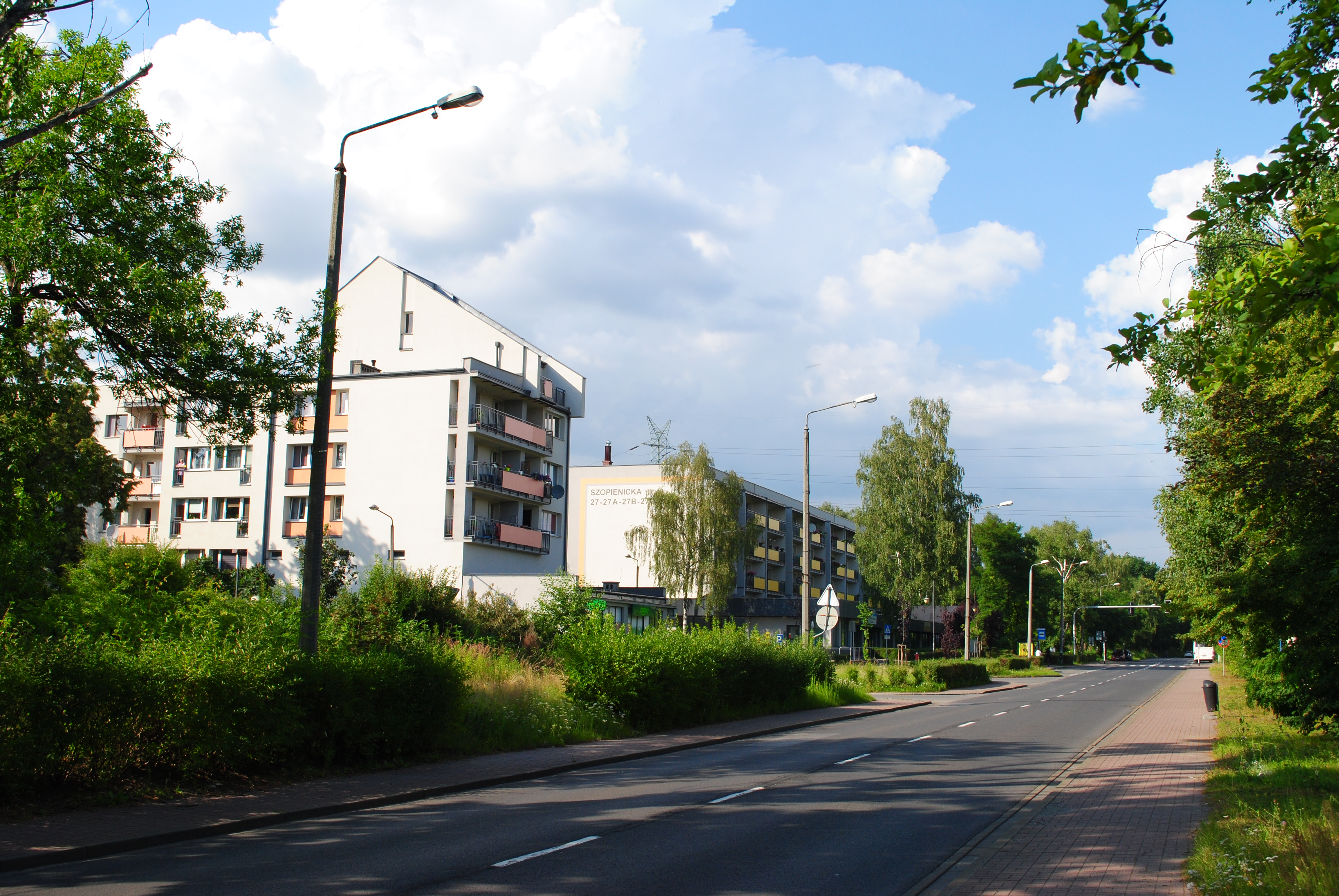
Ul. Szopienicka na wysokości Kolonii Wysockiego

Układ drogowy Janowa-Nikiszowca jest zróżnicowany. Wiąże się przede wszystkim z wiejską genezą Janowa (ul. Oswobodzenia, która jest drogą zbiorczą), a także z zaplanowaną koncepcją urbanistyczną Nikiszowca (regularny kład ulic z centralnym punktem – Placem Wyzwolenia). W Janowie-Nikiszowcu ciąg dróg głównych tworzą ulice: Lwowska-Oswobodzenia-Szopienicka. Ul. Lwowska biegnie w kierunku północ-południe i zapewnia połączenie Janowa-Nikiszowca z Szopienicami-Burowcem. Ul. Oswobodzenia przecina najstarszą część Janowa i łączy dzielnicę z Mysłowicami w kierunku południowo-wschodnim. Ul. Szopienicka biegnie w kierunku północ-południe przez środek dzielnicy i łączy się od północy z ul. Bagienną (79) i z Szopienicami. Biegnie w kierunku południowym i na wysokości Galerii Szyb Wilson łączy się z ul. Oswobodzenia. Dalej na południowy zachód łączy się z Nikiszowcem, Kolonią Wysockiego i przecinając autostradę A4 łączy Janów-Nikiszowiec z Giszowcem.
Pozostałe ważniejsze drogi w Janowie-Nikiszowcu to ulice: Gospodarcza (droga zbiorcza) oraz Górniczego Dorobku, Zamkowa, Grodowa, Leśnego Potoku i Teofila Ociepki (drogi lokalne).
Przez Janów-Nikiszowiec przebiega kilka dróg o zasięgu krajowym i międzynarodowym. Są to:
- A4 – biegnie wzdłuż południowo-zachodniej i południowej granicy dzielnicy; ponadto w pobliżu zlokalizowany jest węzeł Murckowska, łączący autostradę z 86; autostrada ta zapewnia połączenia międzyregionalne i międzynarodowe w kierunku zachodnim (Opole, Wrocław i dalej do Niemiec) i wschodnim (Kraków, Rzeszów i na Ukrainę)[120];
- 79 (ul. Bagienna i Krakowska) – biegnie wzdłuż północnej granicy Janowa-Nikiszowca w kierunku wschód-zachód; zapewnia ona połączenie dzielnicy w kierunku zachodnim z Chorzowem i Bytomiem, a w kierunku wschodnim z Mysłowicami, Jaworznem, Chrzanowem i Krakowem[120].

Pod względem powiązań wewnętrznych z poszczególnymi makroregionami Katowic Janów-Nikiszowiec charakteryzuje się dobrą jakością powiązań z sąsiednimi dzielnicami i centrum Katowic, która zapewnia głównie ul. Bagienna, lecz najgorsze powiązanie ma z Ligotą i Brynowem. Ponadto z Nikiszowca brak jest drogi alternatywnej do ciągu ulic Bagienna – al. Rozdzieńskiego. Średnie natężenie ruchu w godzinach szczytu popołudniowego we wrześniu 2007 roku ul. Szopienickiej na wysokości Nikiszowca wynosiło 1068 pojazdów, w czego 83,3% stanowiły pojazdy osobowe, natomiast na ul. Oswobodzenia w tym samym okresie średni ruch wynosił 1055 pojazdów, w tym 92,1% to pojazdy osobowe.

### Transport kolejowy

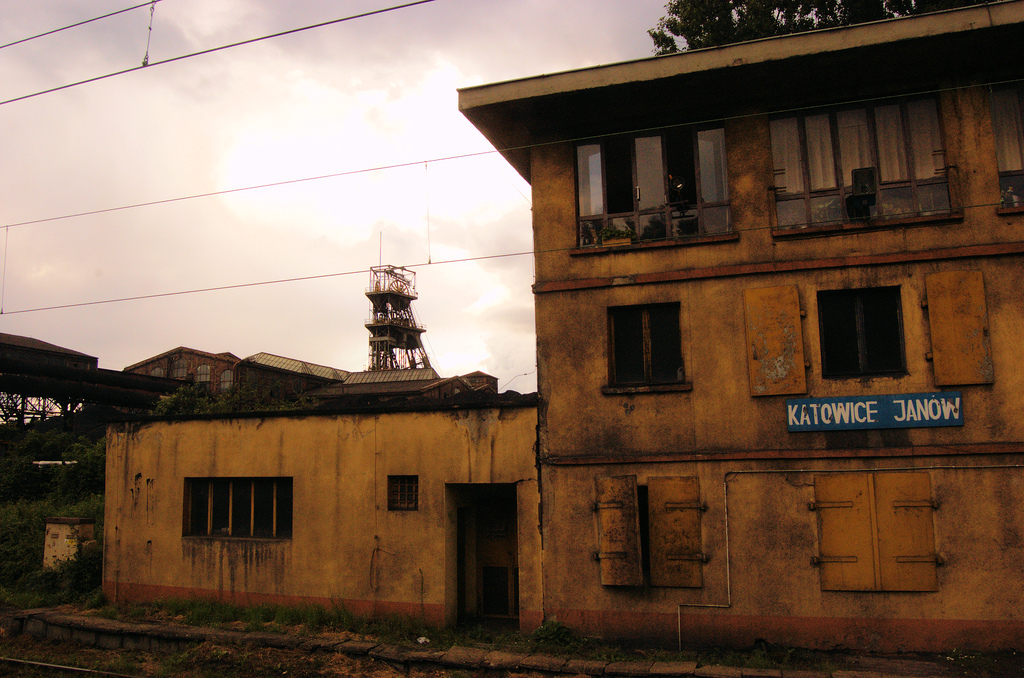
Posterunek odstępowy Katowice Janów

Pierwszą trasą kolejową na terenie Janowa-Nikiszowca była trasa Kolei Prawego Brzegu Odry (obecnie 657). Linię tę na przebiegającym przez Janów-Nikiszowiec odcinku (Szopienice Północne – Murcki i dalej do Dziedzic) uruchomiono 24 czerwca 1870 roku. Linię tę upaństwowiono w 1884 roku. Obsługiwany jest na niej tylko ruch towarowy. Równolegle do niej, 27 września 1953 roku oddano do użytku zelektryfikowaną linię towarową łączącą posterunek Dorota w Dąbrowie Górniczej z posterunkiem Panewnik przez Muchowiec (171) oraz w 1960 roku linię łączącą Mysłowice z Murckami (655). Na powyższych liniach, na wysokości szybu „Pułaski” KWK „Wieczorek” znajduje się posterunek odstępowy (dawniej stacja towarowa) Katowice Janów.
W pobliżu Nikiszowca przebiegały również koleje wąskotorowe, prowadzące ruch towarowy oraz pasażerski. W 1906 roku koncern Georg von Giesches Erben otrzymał koncesję na uruchomienie prywatnej kolei wąskotorowej, natomiast od dnia 6 stycznia 1914 roku Dyrekcja Okręgowa Kolei wydała zezwolenie na uruchomienie ruchu osobowego. Nowo powstała linia łączyła Giszowiec z szybem „Albert” („Wojciech”) w Szopienicach. Pierwszy zaś przejazd pociągu pasażerskiego prawdopodobnie nastąpił w 1916 roku. Kolejkę tę nazywano potocznie Balkanem, a przejazd nią był bezpłatny. W tamtym czasie Balkan kursował 28 razy w dni robocze i 21 w dni wolne od pracy. Po II wojnie światowej kolejkę tę zelektryfikowano. Ostatni kurs kolejki nastąpił 31 grudnia 1977 roku.

### Publiczny transport zbiorowy

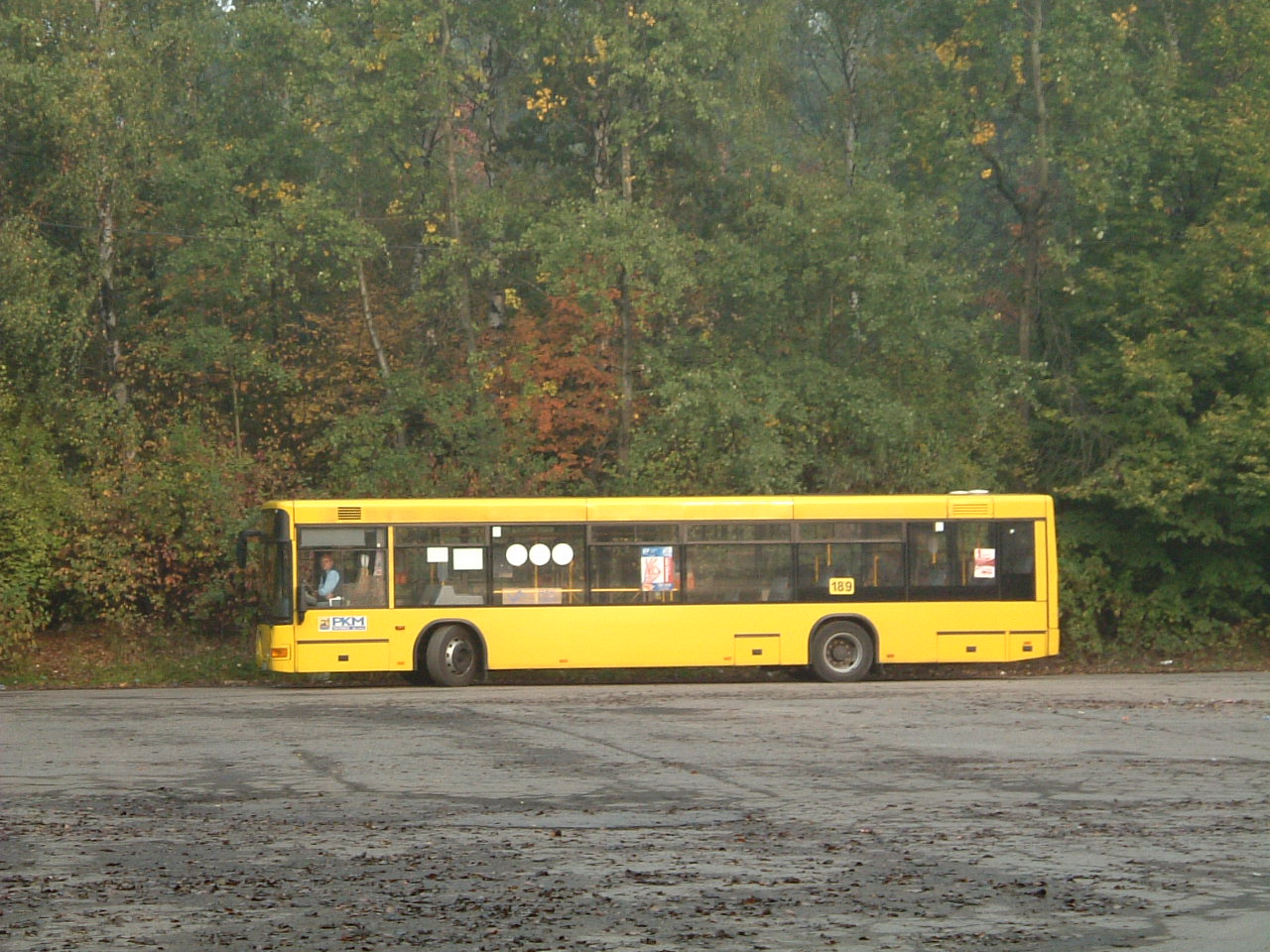
Pętla autobusowa Janów Ośrodek Bolina na ul. Leśnego Potoku

Publiczny transport zbiorowy w Janowie-Nikiszowcu funkcjonuje do lat 20. XX wieku, kiedy to Nikiszowiec został połączony z Katowicami linią autobusową. Obecnie realizowany jest on przez Zarząd Transportu Metropolitalnego i zapewnia połączenia z pozostałymi dzielnicami Katowic oraz z sąsiednimi miastami – Mikołowem, Mysłowicami i Siemianowicami Śląskimi.
Według stanu z lipca 2020 roku autobusy kursują na wszystkich najważniejszych ulicach dzielnicy (prócz autostrady A4). W rejonie Janowa znajduje się 9 przystanków, z czego z przystanku Janów Lwowska Szkoła kursuje 11 linii autobusowych, w tym jedna nocna. Łączą one Janów z pozostałymi dzielnicami Katowic we wszystkich kierunkach i z sąsiednimi miastami. W Nikiszowcu (w tym przy dawnym szybie „Wilson”) znajduje się 6 przystanków, z czego z przystanku Nikiszowiec Kościół zatrzymuje się 7 linii autobusowych i również łączą tę część dzielnicy z sąsiednimi dzielnicami i ościennymi miastami. Ponadto autobusy kursują wzdłuż ul. Bagiennej, w granicach dzielnicy są południowe stanowiska trzech przystanków, z czego ze stanowiska 5 przystanku Wilhelmina Skrzyżowanie odjeżdża 12 linii autobusowych (w tym 2 nocne), a także jedna linia PKM Jaworzno. Z tego przystanku kursują też autobusy w kierunku Dąbrowy Górniczej przez Sosnowiec, Chełmu Śląskiego przez Imielin oraz Bierunia przez Lędziny. Przystanki autobusowe znajdują się również przy dawnej Kolonii Amandy (ul. Gospodarcza) i przy Kolonii Wysockiego (2 przystanki przy ul. Szopienickiej).
Przy przystankach Janów Lwowska Szkoła i Nikiszowiec Szyb Pułaski zamontowane są elektroniczne tablice Systemu Dynamicznej Informacji Pasażerskiej.

## Infrastruktura techniczna

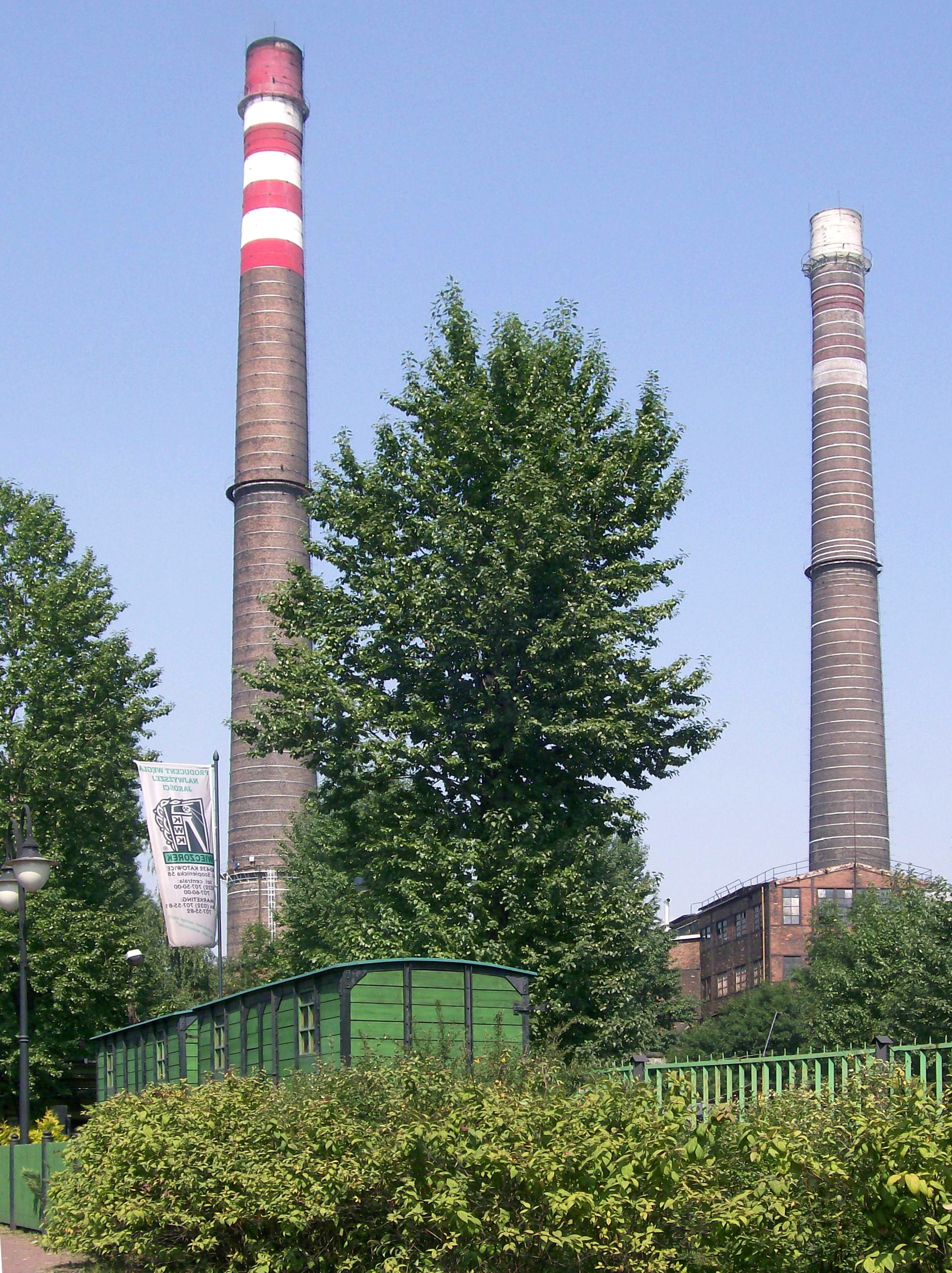
D. elektrociepłownia „Jerzy”; obecnie Dalkia Polska Energia – Zakład Produkcyjny Wieczorek

Na terenie dzielnicy nie ma ujęć wody pitnej – Janów-Nikiszowiec, jaki całe Katowice korzystają z ujęć powierzchniowych ze zbiorników: Goczałkowickiego na Wiśle, Czanieckiego na Sole i ujęć wody w Dziećkowicach, Maczkach i Kozłowej Górze. Woda ze Stacji Uzdatniania Wody jest rozprowadzana poprzez wodociągi magistralne oraz rozdzielcze. Przez teren Janowa-Nikiszowca przechodzą sieci wodociągowe magistralne, będące w zarządcze Katowickich Wodociągów (wśród nich sieć magistralna 500/400 Giszowiec-Janów), a także sieć wodociągowa pod zarządem Górnośląskiego Przedsiębiorstwa Wodociągów (magistrala 1400 Murcki – Zagórze).
Sieć kanalizacyjna jest zarządzana przez spółkę Katowickie Wodociągi i znajduje się w zlewni oczyszczalni „Radocha” w Sosnowcu, a docelowo ma należeć do zlewni oczyszczalni „Dąbrówka Mała-Centrum”.
Zaopatrzenie w energię elektryczną mieszkańców Janowa-Nikiszowca odbywa się poprzez sieć wysokiego napięcia 110 kV, łączącą ją z pobliskimi elektrowniami. Jedyna stacja elektroenergetyczna w Janowie-Nikiszowcu znajduje się przy ul. Szopienickiej, w pobliżu dawnej elektrociepłowni „Jerzy”. Jest to stacja „Janów” o poziomie transformacji 110/6 kV i posiada dwa transformatory o mocy 16 MVA. Pomiędzy Kolonią Wysockiego a Nikiszowcem i dalej na północ wzdłuż Nowego Nikiszowca przechodzi też sieć najwyższego napięcia o mocy 220 kV, biegnąca z elektrowni Łagisza. Sieć energetyczna zarządzana jest przez grupę Tauron. Średnie zużycie energii elektrycznej na jedno gospodarstwo domowe w Katowicach wynosiło w 2006 roku 865,7 kWh.
Zaopatrzenie w energię cieplną odbywa się poprzez położoną przy Nikiszowcu ciepłownię Dalkia Polska Energia – Zakład Produkcyjny Wieczorek przy ul. Szopienickiej 58. Jej moc cieplna we wrześniu 2009 roku wynosiła 131,1 MW.

## Architektura i urbanistyka

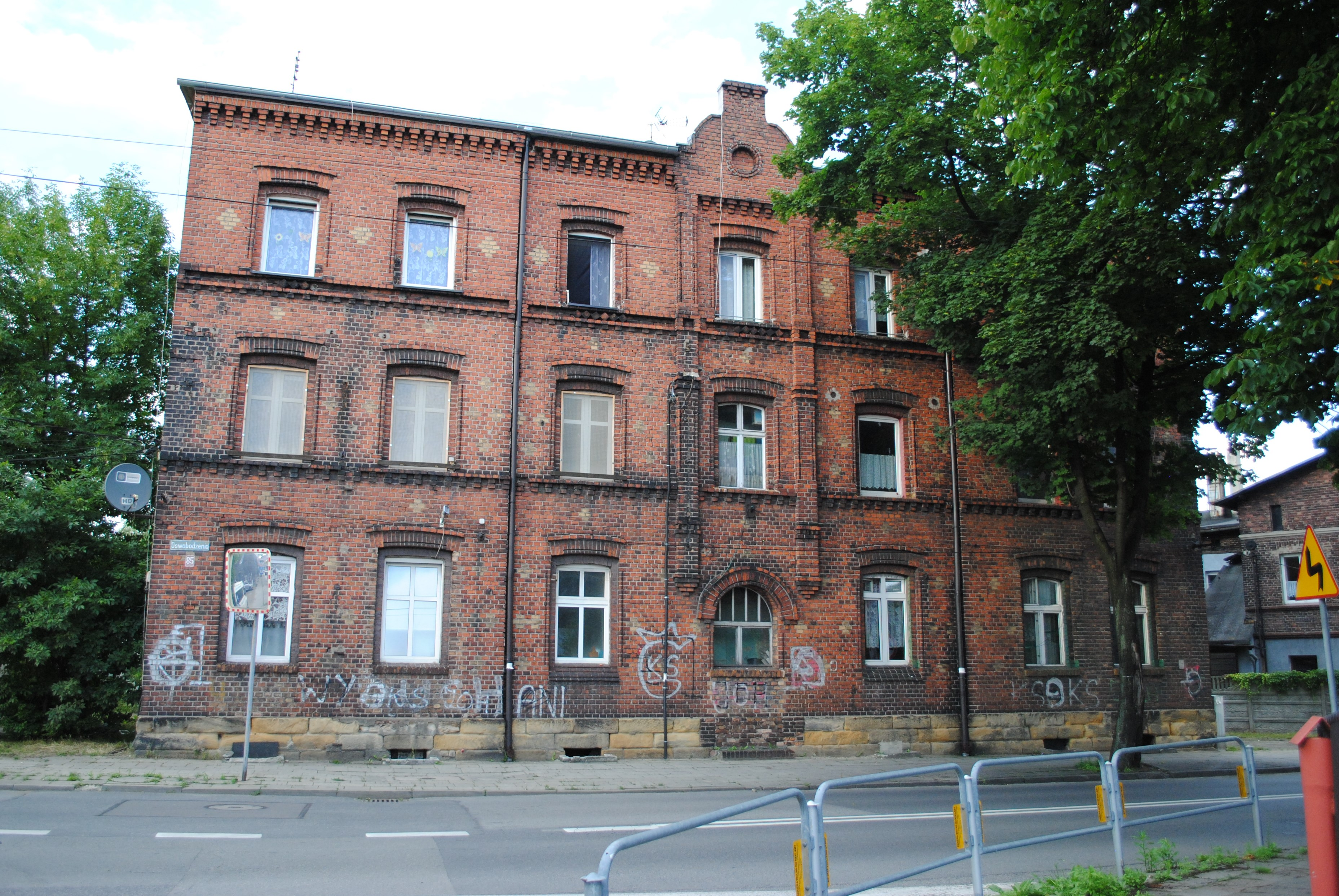
Familok przy ul. Oswobodzenia 85

Zabudowa Janowa-Nikiszowca jest niejednolita. Koncentruje się głównie wzdłuż ul. Oswobodzenia (ulica z wiejskim rodowodem Janowa jako zabudowana dawna ulicówka), Zamkowej, Grodowej, Leśnego Potoku i Nad Stawem (zróżnicowana zabudowa mieszkaniowa wysoka i niska), a także przy ul. Szopienickiej, przy której znajduje się osiedle Nikiszowiec i Kolonia Wysockiego. Zabudowa ta ma różną genezę. Najstarsza zabudowa Janowa-Nikiszowca koncentruje się wzdłuż ul. Oswobodzenia, gdzie część budynków powstała przed 1900 rokiem (w tym. ul. Oswobodzenia 40, 60, 67, 89, 96 i 116, a także pojedyncze budynki przy ul. Grodowej, Leśnego Potoku i Nad Stawem). Janów do 1922 roku uległo znacznej rozbudowie. W tym samym czasie powstało również zabytkowe osiedle Nikiszowiec. W latach międzywojennych powstawały pojedyncze budynki, w tym rozpoczęty przed I wojną światową kościół św. Anny i nowy budynek Urzędu Gminy Janów.

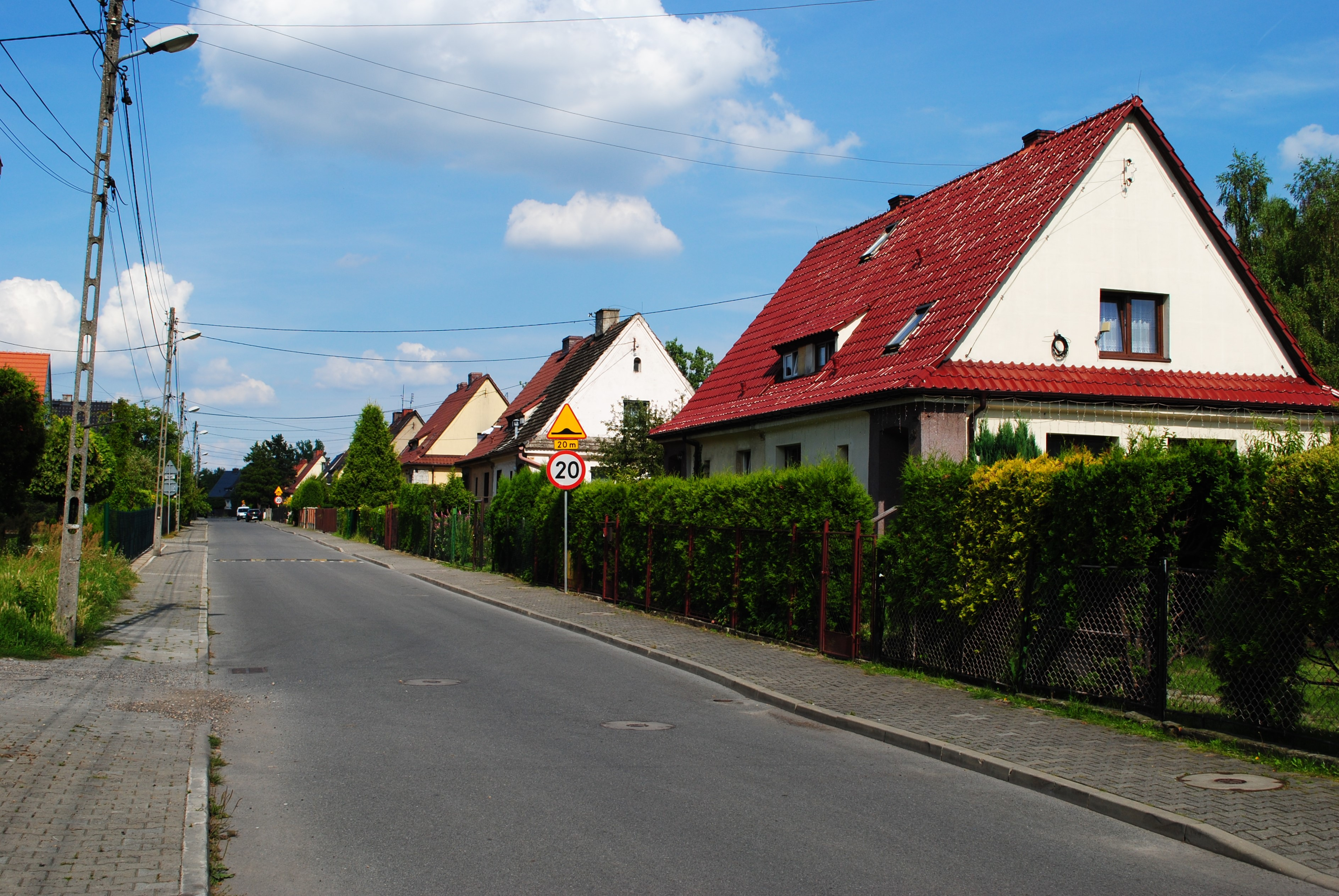
Kolonia Wysockiego (ul. T. Kulika)

Znaczny rozwój urbanistyczny Janowa-Nikiszowca przypadł na okres 1945-1972. W tym okresie, w latach 40. i 50. XX wieku powstało osiedle w rejonie ul. Zamkowej, później rozbudowane w latach 1968–1970. Ponadto w latach 1950–1952 powstała Kolonia Wysockiego, w latach 1960–1961 ukończono bloki przy ul. Oswobodzenia 36 i 38 oraz osiedle domów jednorodzinnych przy ul. Bzów i w 1963 roku bloki przy ul. Leśnego Potoku 31-35. W tym okresie powstała też hala sportowa Jantor i pojedyncze domy mieszkalne jednorodzinne w różnych miejscach Janowa. W okresie 1972–1989 prowadzono dalsze zintensyfikowanie nowych budynków w rejonie Janowa i Kolonii Wysockiego. W latach 70. XX wieku powstały nowe bloki mieszkalne przy ul. Zamkowej, Grodowej i Leśnego Potoku oraz pawilon handlowy, a do końca lat 80. XX wieku powstawały nowe domy jednorodzinne, głównie wzdłuż ul. Boliny, Ruczajowej i Strumiennej. W tym samym okresie, w rejonie Kolonii Wysockiego powstały nowe bloki mieszkalne: w latach 1974–1977 przy ul. Braci Woźniaków, a w okresie 1981–1983 przy ul. Szopienickiej 13-27. Po 1989 roku powstał stosunkowo niewiele obiektów. Powstały wówczas pojedyncze budynki mieszkalne i hale gospodarcze (w tym zabudowa przy ul. Gospodarczej i Ociepki), w 2010 roku nowy budynek szpitala przy ul. Szopienickiej 65 i w 2013 roku sklep Biedronka przy ul. Oswobodzenia.

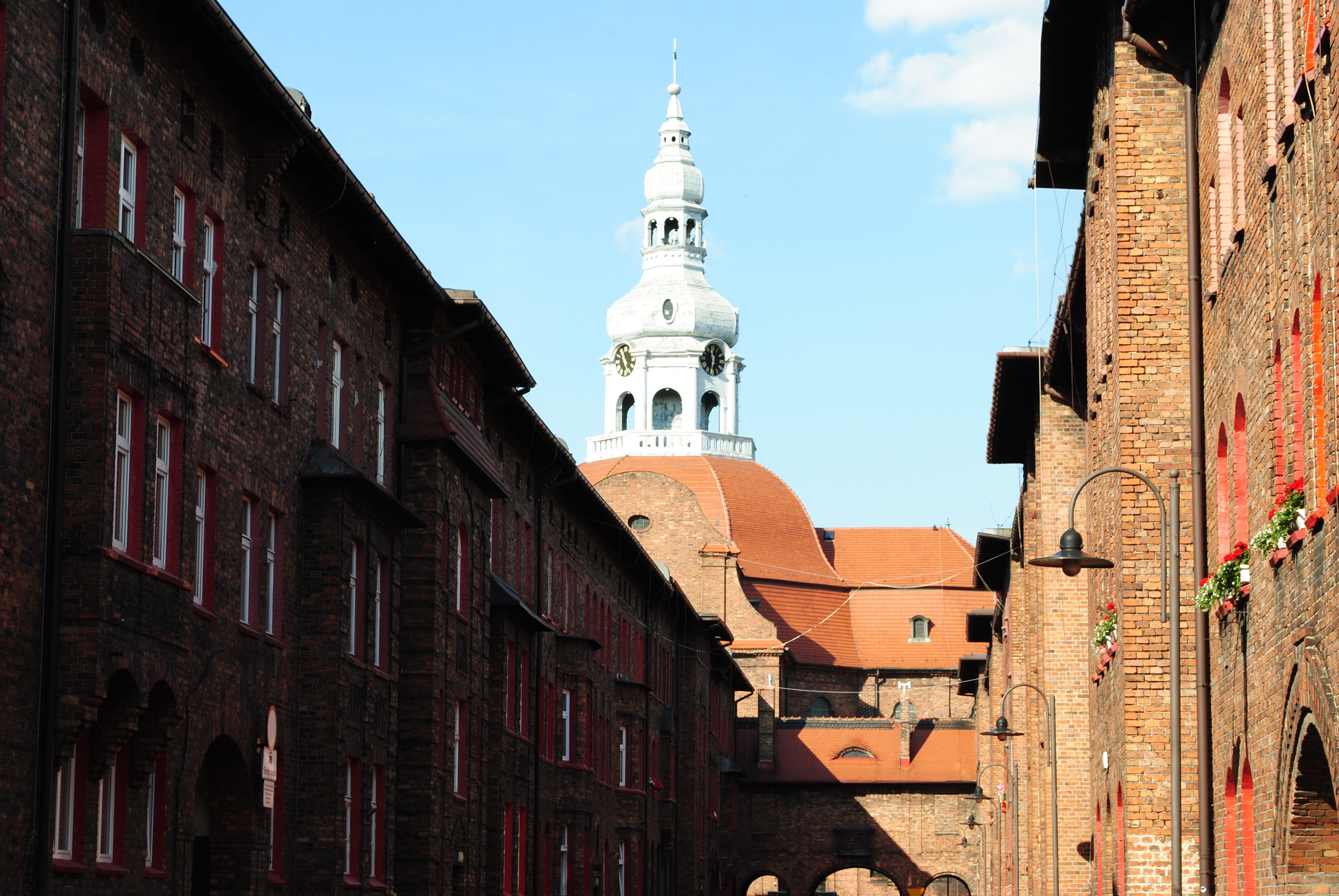
Ul. św. Anny w Nikiszowcu; w tle kościół św. Anny

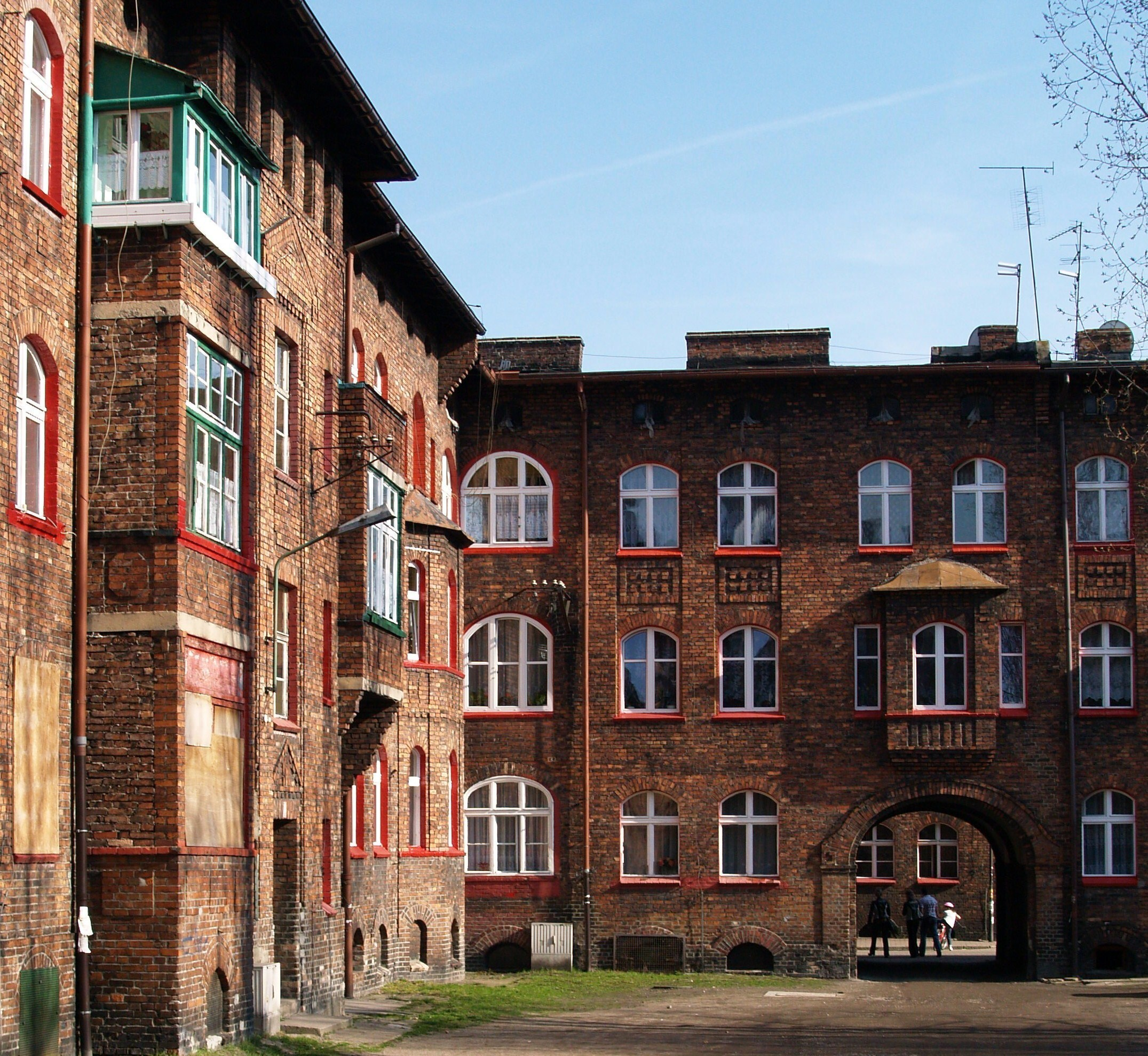
Fragment podwórza w Nikiszowcu

W Janowie-Nikiszowcu znajduje się unikatowe osiedle robotnicze Nikiszowiec. W skład całego kompleksu wchodzi 9 połączonych ze sobą ceglanych budynków oraz neobarokowy kościół św. Anny. Zabudowa Nikiszowca powstała według projektu Georga i Emila Zillmannów. Pierwszy blok mieszkalny oddano do użytku w 1911 roku, a ostatni – IX blok – ukończono w 1919 roku. Osiedle uzyskało obecny wygląd w 1927 roku, kiedy to zakończono budowę kościoła. Na osiedlu wybudowano około 1000 mieszkań, park, budynek administracyjny, cechownię, łaźnię z kotłownią dla całej załogi kopalni „Giesche”, dom noclegowy z 504 łóżkami, kościół, gospodę, placówkę policji, sklepy, pralnię i szkołę z mieszkaniami dla nauczycieli. Budynek mieszkalny składał się ze 165 mieszkań. Typowe mieszkanie w Nikiszowcu składało się z 2 pokoi z kuchnią i miało powierzchnię około 63 m².
Zabudowa z surowej czerwonej cegły licówki stanowi architektoniczną całość osiedla. Budynki wyróżniają się wieloma detalami: wykuszami o różnej wysokości, głębokości i kształcie, a także portalami wejściowymi. Układ urbanistyczny Nikiszowca zaprojektowano w sposób regularny jako szereg przecinających się pod kątem prostych ulic. Tak zaprojektowane osiedle z góry przypomina kształtem widownię amfiteatralną ze sceną w samym centrum, którym jest plac Wyzwolenia.

### Zabytki
Według rejestru zabytków Narodowego Instytutu Dziedzictwa na listę zabytków wpisane są następujące obiekty z Janowa-Nikiszowca:
- Układ urbanistyczno-przestrzenny osiedla robotniczego Nikiszowiec z lat 1908–1918, nr rej.: A/1230/78 z 19 sierpnia 1979 roku; rozporządzeniem Prezydenta RP z dnia 14 stycznia 2011 roku osiedle zostało uznane za pomnik historii[151][152][153],
- Zespół szybu „Pułaski” kopalni „Wieczorek”, ul. Szopienicka z lat 1903–1911, nr rej: A/1384/89 z 20 marca 1989 roku, w tym: nadszybie z wieżą wyciągową, sortownią, maszynownią, kuźnią, warsztatem mechanicznym, stolarnią, cechownią i łaźnią[153].

### Zagospodarowanie przestrzenne

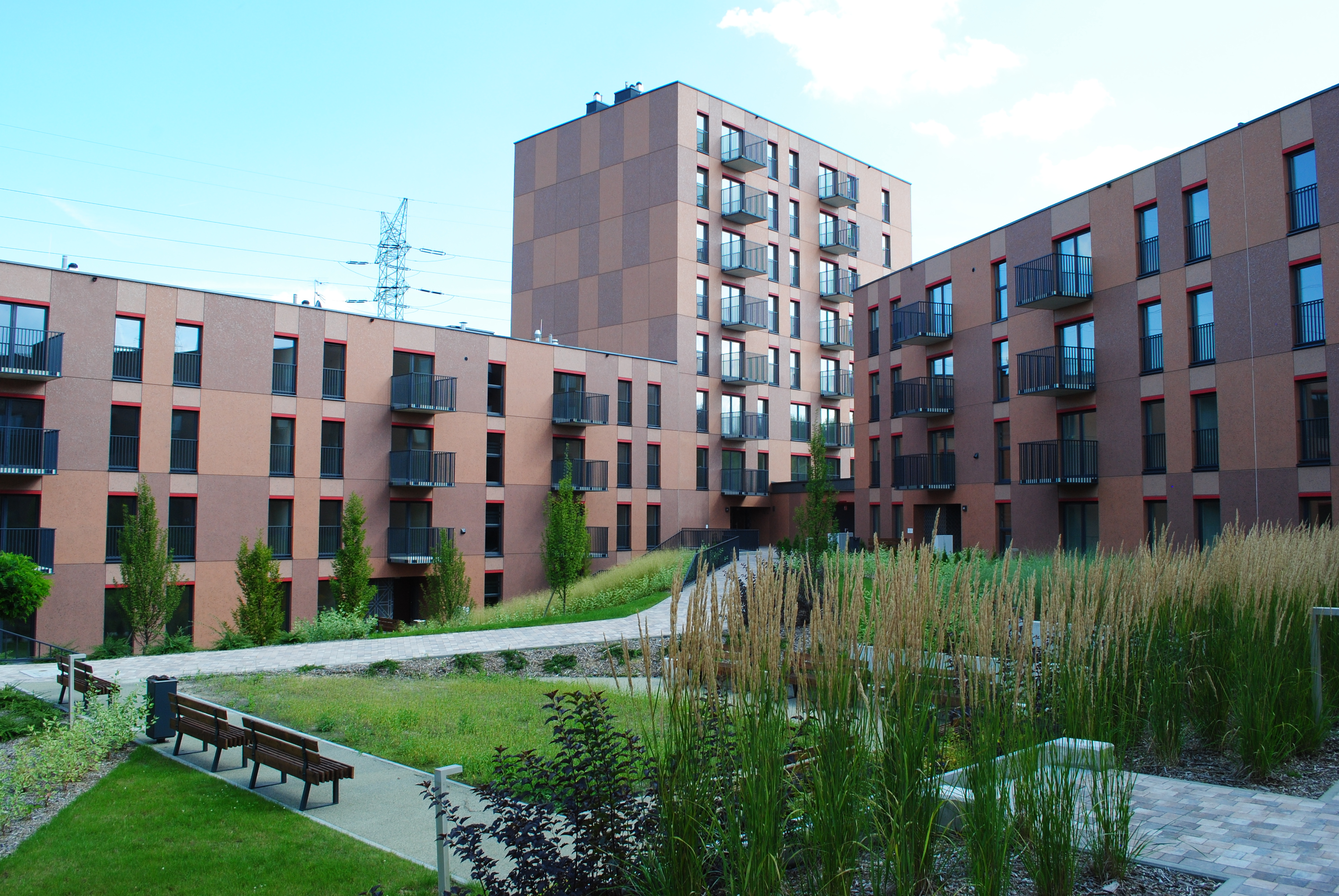
Fragment osiedla Nowy Nikiszowiec

Janów-Nikiszowiec w strukturze przestrzennej Katowic jest jednostką osadniczą położoną w paśmie południowo-wschodnim rozwiniętą w ramach dawnej gminy Janów, w czego osiedle Nikiszowiec w ramach osiedli patronackich związanych z kopalnią „Wieczorek” (wraz z Nikiszowcem). Pod względem udziału powierzchni zabudowanej w powierzchni terenu Janów-Nikiszowiec nie odbiega od średniej dla całych Katowic (23%). Średnia ważona liczby kondygnacji budynków w dzielnicy wynosiła w 2007 roku 1,78 i była niższa niż średnia dla całych Katowic (2,13).
Janów-Nikiszowiec pod względem faktycznego użytkowania terenu charakteryzuje się dużym udziałem terenów leśnych. Łączny udział lasów w strukturze użytkowania terenu w jednostce urbanistycznej Janów-Nikiszowiec wynosił wg danych ze stycznia 2008 roku 36,86% (287,45 ha na 779,86 ha powierzchni jednostki urbanistycznej) i jest zbliżony do wartości dla całych Katowic, który wynosi 41,38%. Ponadto duży udział zajmują tereny zieleni nieurządzonej (13,06%; 101,86 ha), tereny komunikacji (11,92%; 92,93 ha) oraz wolne tereny budowlane (10,87%; 84,74 ha). W porównaniu z pozostałymi jednostkami urbanistycznymi Janów-Nikiszowiec charakteryzuje się znacznym udziałem terenów zieleni nieurządzonej, której udział jest dwukrotnie większy aniżeli dla całych Katowic (większy tylko w jednostkach Osiedle Tysiąclecia, Zarzecze i Dąbrówka Mała). Ponadto znacznie większy w porównaniu z Katowicami jest tu udział terenów produkcyjno-usługowych i wolnych terenów budowlanych. W Janowie-Nikiszowcu obszar zabudowy mieszkaniowej jednorodzinnej wynosił w 2008 roku 24,88 ha, a wielorodzinnej 35,27 ha.

## Oświata

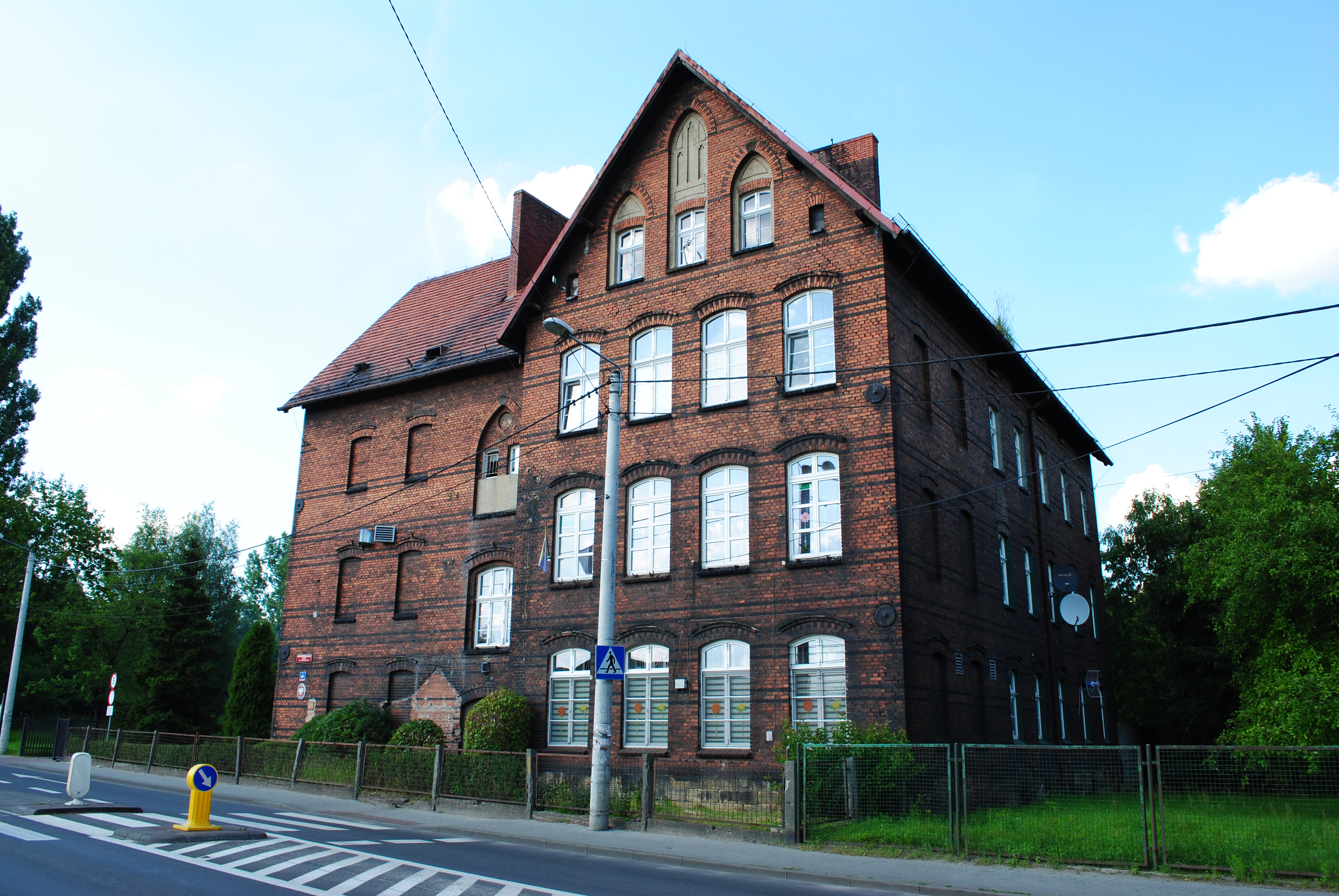
Siedziba Miejskiego Przedszkola nr 62 przy ul. Oswobodzenia 61 w Janowie

Działalność edukacyjna na terenie Janowa-Nikiszowca prowadzona jest od 1848 roku. Wcześniej dzieci z Janowa uczęszczały do szkoły w Mysłowicach, lecz ze względu na przyrost ludności, już w 1844 roku trwały dyskusje nad budową nowej szkoły na terenie Janowa. Budynek szkoły otwarto cztery lata później, w 1848 roku przy ul. Oswobodzenia. W pierwszym roku funkcjonowania do szkoły uczęszczało 84 dzieci, a rok później było ich 116.
Dalszy rozwój edukacji na terenie dzielnicy ma związek z budową osiedla Nikiszowiec – wówczas to zaplanowano miejsce na dwie szkoły. Pierwszy budynek szkolny, posiadający 16 sal lekcyjnych, oddano do użytku 16 października 1911 roku. W tym czasie rozpoczęto naukę w czterech oddziałach, do których uczęszczało 217 uczniów. Tymczasem mieszkańców Nikiszowca przybywało, dlatego też zdecydowano się o budowie drugiej szkoły, którą rozpoczęto w 1913 roku. W czerwcu 1918 roku założono ochronkę dla dzieci, prowadzoną przez siostry jadwiżanki.

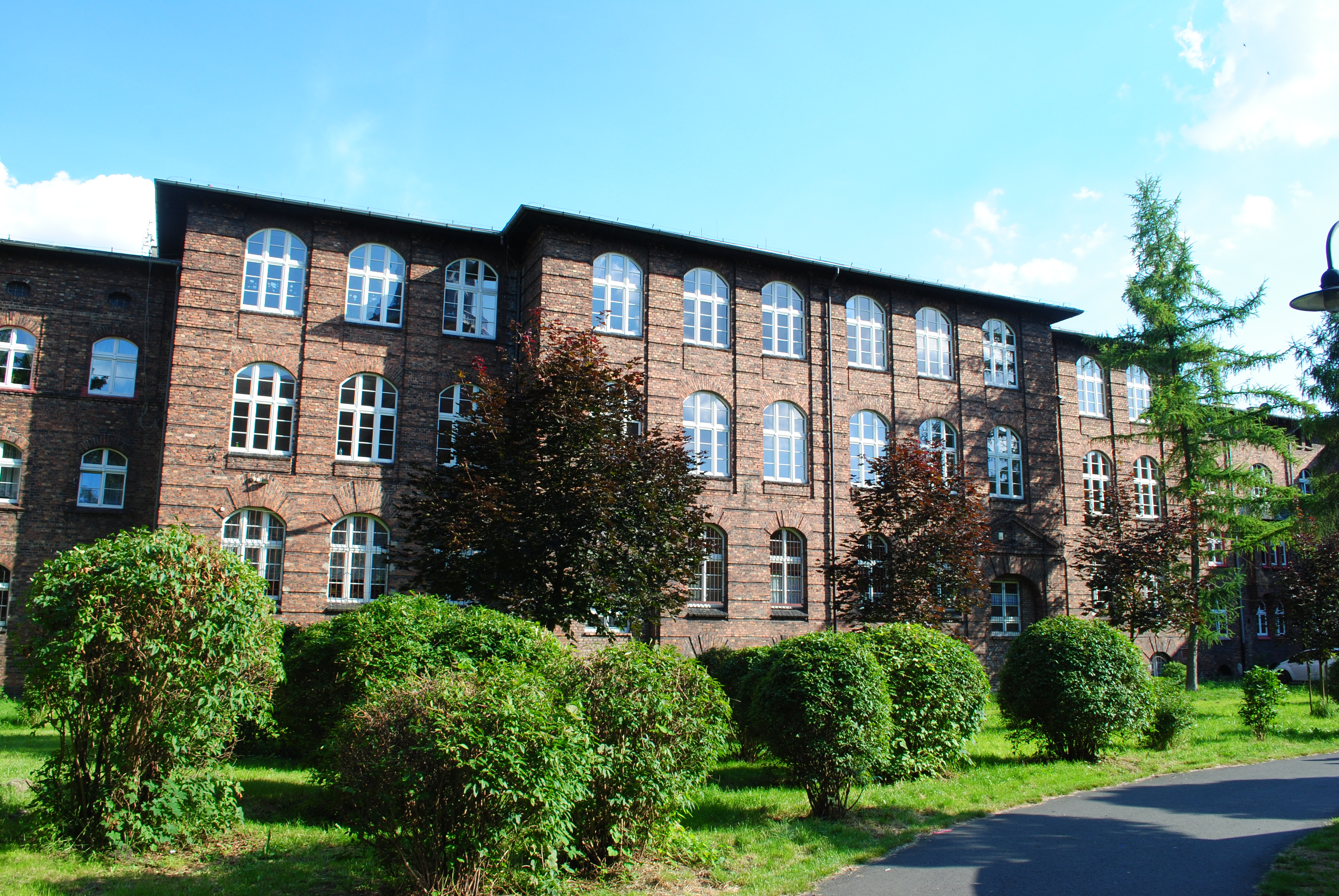
Szkoła Podstawowa nr 53 – budynek przy pl. Wyzwolenia 18 w Nikiszowcu

W lipcu 1924 roku, wraz z włączeniem Nikiszowca do gminy Janów, pod jej zarząd weszły trzy szkoły z terenu osiedla – w tym czasie szkoła powszechna żeńska otrzymała nr 3, męska nr 4, a szkoła niemiecka nr 5. Ponadto w Janowie-Nikiszowcu działały trzy przedszkola – dwa z nich przez siostry jadwiżanki przy ul. Zamkowej 10, a trzecia, prywatna, przez Niemiecki Związek Szkolny w jednej z sal lekcyjnych szkoły powszechnej nr 4. Od 1930 roku funkcjonowała Doszkalająca Szkoła Wiejska, w której nauka trwała trzy lata. W 1964 roku, obie szkoły podstawowe Nikiszowca połączono w jedną instytucją – Szkołę Podstawową nr 53 im. Stefana Żeromskiego, która funkcjonuje do dziś. Siostry jadwiżanki prowadziły przedszkole do 1952 roku, kiedy to władze państwowe przekazały przedszkole osobom świeckim.
W dniu 6 września 1980 roku do budynku przy ul. Oswobodzenia 92 przeniosła się z Bogucic Szkoła Życia (od 1986 roku Szkoła Podstawowa nr 6 Specjalna), lecz budynek ten nie był dostosowany do niepełnosprawnych uczniów. W 1994 roku szkoła przenosi się do obecnej siedziby przy ul. Zamkowej 2, przekazanej przez kopalnię „Wieczorek”. Na mocy reformy edukacji przywracającą ośmioletnią szkołę podstawową, w dniu 23 listopada 2017 roku do Szkoły Podstawowej nr 53 przyłączono wygasające Gimnazjum nr 14 im. Juliusza Słowackiego, które mieściło się przy ul. Oswobodzenia 47.

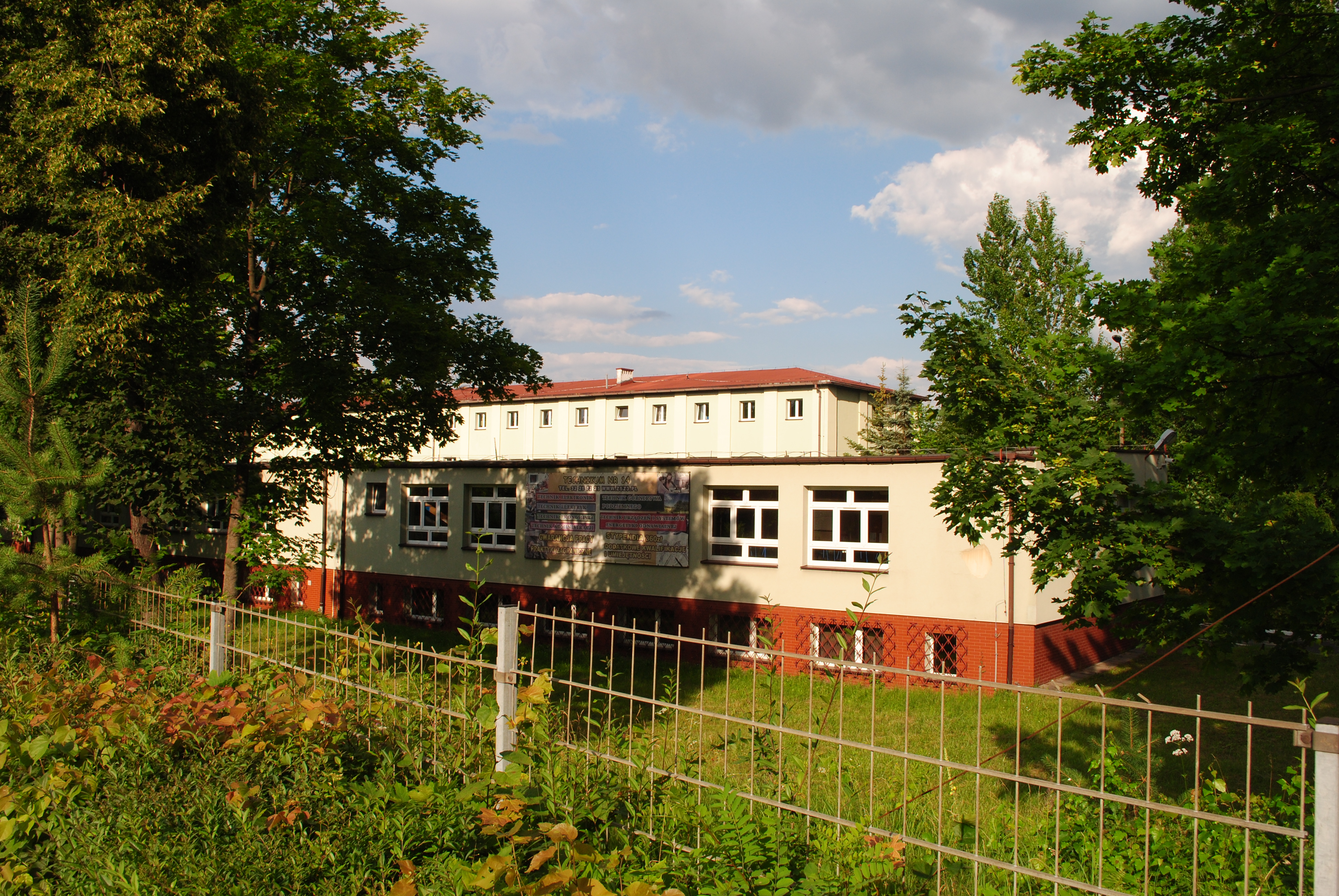
Zespół Szkół Zawodowych Nr 3 im. Adama Kocura

Na terenie Janowa-Nikiszowca wg stanu z połowy sierpnia 2020 roku znajdują się następujące placówki szkolno-wychowawcze:
- Żłobki:
  1. Żłobek Kraina Odkrywcy (ul. Leśnego Potoku 61)[160],
  2. Żłobek Mały Szkrab (ul. Krawczyka 1)[161],
- Przedszkola:
  1. Miejskie Przedszkole nr 32 (ul. Szopienicka 29)[162],
  2. Miejskie Przedszkole nr 62 (ul. Oswobodzenia 61)[163],
  3. Miejskie Przedszkole nr 63 im. Pluszowego Misia (ul. Zamkowa 10)[164],
- Szkoły podstawowe:
  1. Szkoła Podstawowa nr 6 Specjalna (ul. Zamkowa 2a)[165],
  2. Szkoła Podstawowa nr 53 im. Stefana Żeromskiego (trzy budynki: pl. Wyzwolenia 18; ul. Szopienicka 58a; ul. Oswobodzenia 47)[166],
- Zespoły szkół:
  1. Zespół Szkół Zawodowych nr 3 im. Adama Kocura (ul. Szopienicka 66) – składa się na nią Technikum nr 14 i Branżowa Szkoła I Stopnia nr 4[167].

## Religia

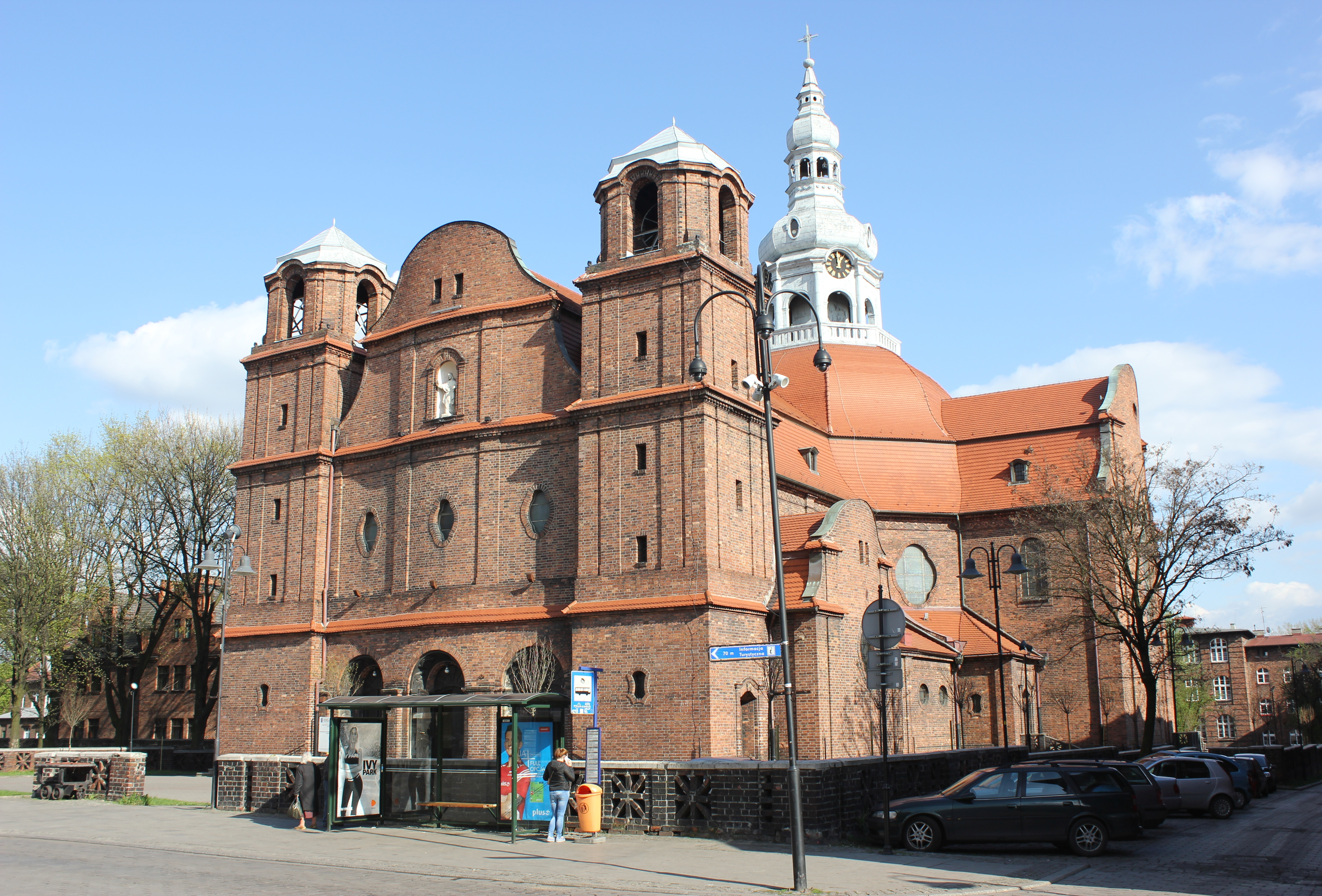
Rzymskokatolicki kościół św. Anny przy pl. Wyzwolenia

Dominującym wyznaniem w Janowie-Nikiszowcu jest kościół rzymskokatolicki. Na przełomie XIX i XX wieku mieszkańcy osiedla należeli do parafii Najświętszego Serca Pana Jezusa w Mysłowicach. W 1902 roku mieszkańcy Janowa utworzyli Towarzystwo Katolickich Obywateli, które zajęło się zbieraniem funduszy na budowę nowego kościoła na miejscu. Pierwotnie planowano kościół w Janowie, lecz ze względu na występujące na wskazanym terenie szkody górnicze oraz powstanie dwóch nowych osiedli musiano zmienić plany. W 1908 roku spółka Georg von Giesches Erben przekazała na budowę kościoła 60 000 marek pod warunkiem, że kościół powstanie według zatwierdzonych przez spółkę planów i będzie zlokalizowany w Nikiszowcu. Na zlecenie spółki sporządzono plany i kosztorys budowy kościoła z probostwem, a nadzór nad budową zlecono Emilowi i Georgowi Zillmannom.

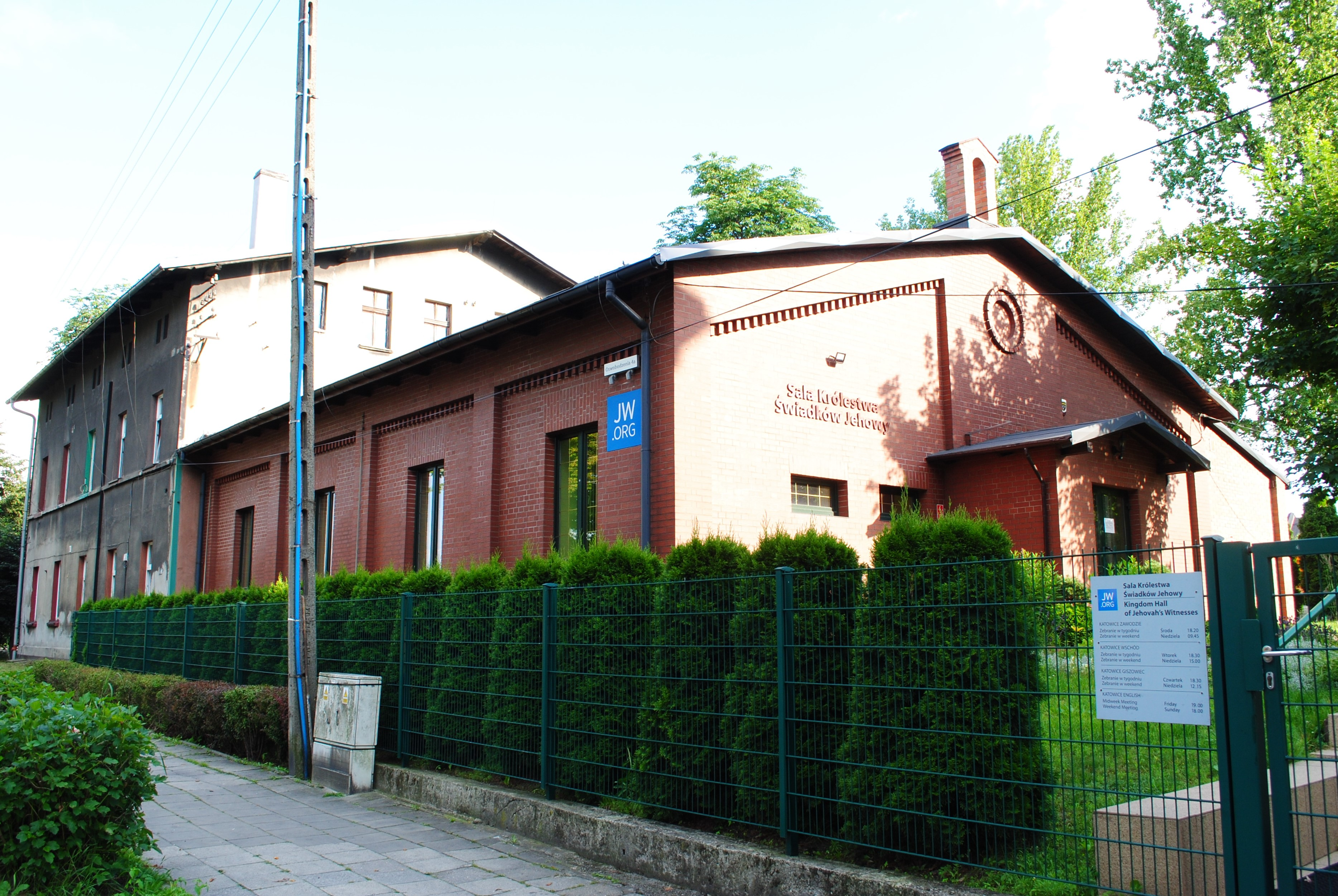
Sala Królestwa Świadków Jehowy przy ul. Oswobodzenia 4a

Ponieważ budowa kościoła przedłużała się, spółka przekazała budynek kotłowni przy szybie „Albert” („Wojciech”) kopalni „Giesche” na kościół tymczasowy. W październiku 1910 roku poświęcono prowizoryczną świątynię, a w sierpniu 1912 roku wydzielono z mysłowickiej parafii samodzielną parafię w Janowie. Dnia 5 lipca 1914 roku położono kamień węgielny pod nowy kościół, lecz po miesiącu budowę przerwał wybuch I wojny światowej. Po wojnie wznowiono prace, a zakończono je w 1927 roku.
Kościół rzymskokatolicki pozostaje największą wspólnotą religijną w Janowie-Nikiszowcu. Ponadto przy ul. Oswobodzenia 4a znajduje się Sala Królestwa Świadków Jehowy, do której należą zbory ze wschodnich dzielnic Katowic, a także z Giszowca i Zawodzia (Katowice–Angielski, Katowice–Giszowiec, Katowice–Wschód, Katowice–Zawodzie). Przed II wojną światową mieszkali również Żydzi, którzy uczęszczali do domu modlitwy w Szopienicach.
Do parafii św. Anny przynależy cmentarz przy ul. Cmentarnej. Powierzchnia cmentarza wynosi około 2,6 hektarów.

## Kultura

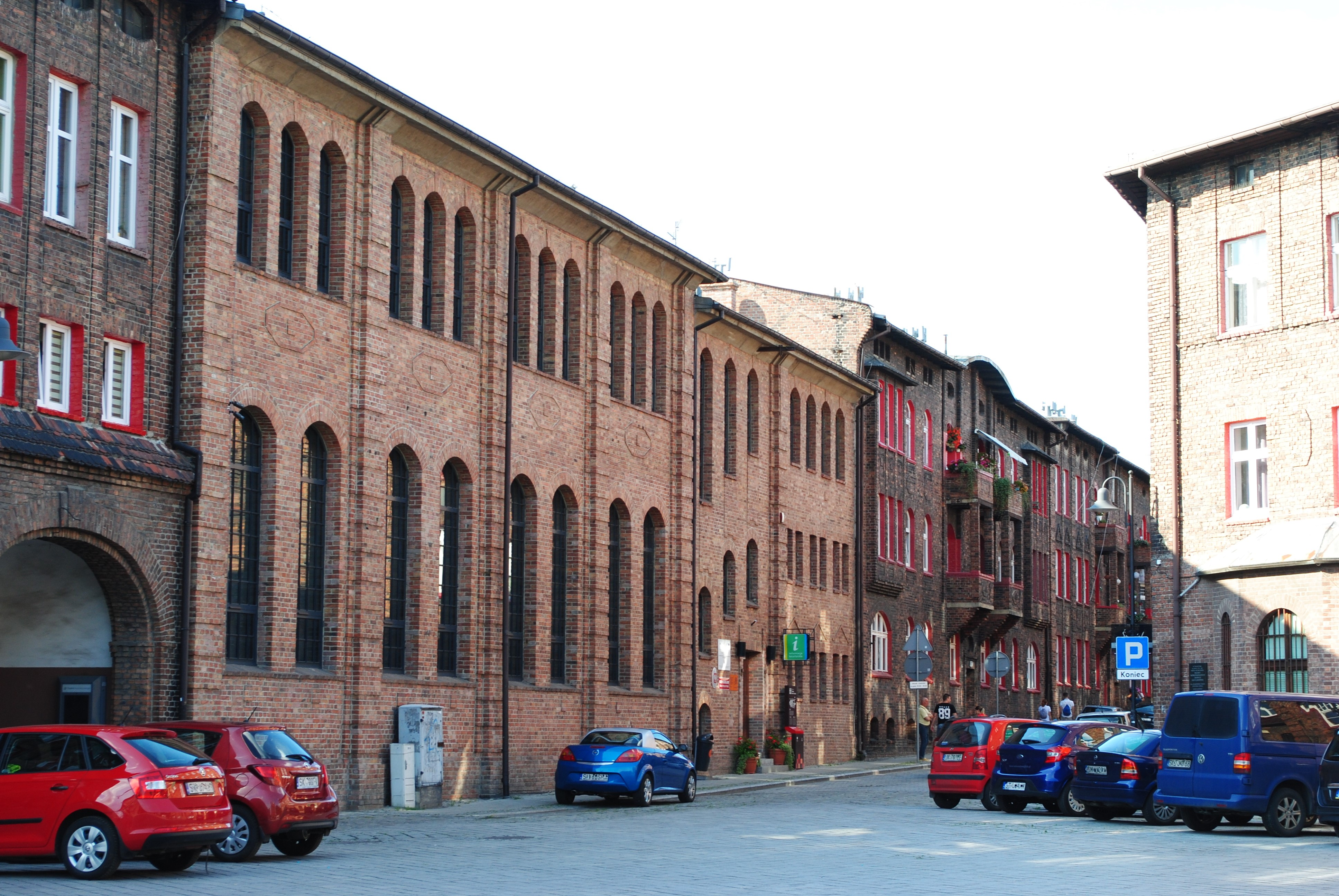
Dział Etnologii Miasta Muzeum Historii Katowic

Działalność kulturalna w Janowie-Nikiszowcu szczególnie intensywnie rozwijała się od lat międzywojennych. W 1937 roku na terenie gminy Janów działało 110 polskich organizacji społeczno-politycznych i kulturalnych. Wśród organizacji kultury działało od okresu powstań śląskich Towarzystwo Czytelni Ludowych. Ich biblioteka mieściła się w budynku męskiej szkoły w Nikiszowcu. Ponadto powstały liczne organizacje muzyczne, a wśród nich powołana w 1911 roku przy kopalni Giesche dęta orkiestra strażacka, reaktywowana po I wojnie światowej jako orkiestra górnicza – dyrygentem był wówczas Wiktor Bara. Po przekształceniach funkcjonowała ona do II wojny światowej. Ponadto rozwinął się chór mieszany „Wolność”, który w roku założenia (1919) liczył 62 członków. Od 1927 roku chór występował jako „Halka”. Drugim chórem powstałym w Janowie-Nikiszowcu był chór męski im. Stanisława Moniuszki, założony 1 listopada 1922 roku. Działał w tamtym okresie też niemiecki chór – Mänergesang Verein Janow.
Po II wojnie światowej działalność kulturalna mieszkańców Janowa i Nikiszowca była mocno powiązana z kopalnią „Wieczorek”. Już w 1945 roku pod patronatem Związku Zawodowego Górników Oddziału w Janowie zaczęła funkcjonować świetlica przyzakładowa. W pierwszej kolejności przy świetlicy zaczęły działać sekcje: teatralne, turystyczno-krajoznawcze, szachowe i gimnastyczne. W 1951 roku dyrektorem został Stefan Śniorz, a rok później świetlicę przeniesiono do budynku przy pl. Wyzwolenia w Nikiszowcu. Następnym dyrektorem był Otton Klimczok. Za jego czasów zaczęto organizować spotkania grup malarzy nieprofesjonalnych, złożonych w większości z górników kopalni „Wieczorek”. Była to tzw. Grupa Janowska, a ich dzieła trafiły do muzeów i prywatnych kolekcji. Wśród najbardziej malarzy byli m.in. Teofil Ociepka, Erwin Sówka, Paweł Wróbel i Ewald Gawlik. Prócz grupy malarzy nieprofesjonalnych, w Klubie Górnika organizowano zajęcia dla dzieci i dorosłych o różnej tematyce, w tym m.in. plastycznej, modelarskiej i fotograficznej. W 1968 roku siedzibę klubu z budynku przy ul. Zamkowej, w której klub działał od 1962 roku, przeniesiono do budynku dawnej łaźni kopalnianej. Po samobójczej śmierci Ottona Klimczoka w 1969 roku, który wcześniej przestał pełnić funkcję dyrektora, dom kultury nie wrócił już do dawnej świetności, a sam klub w późniejszych latach zamknięto.

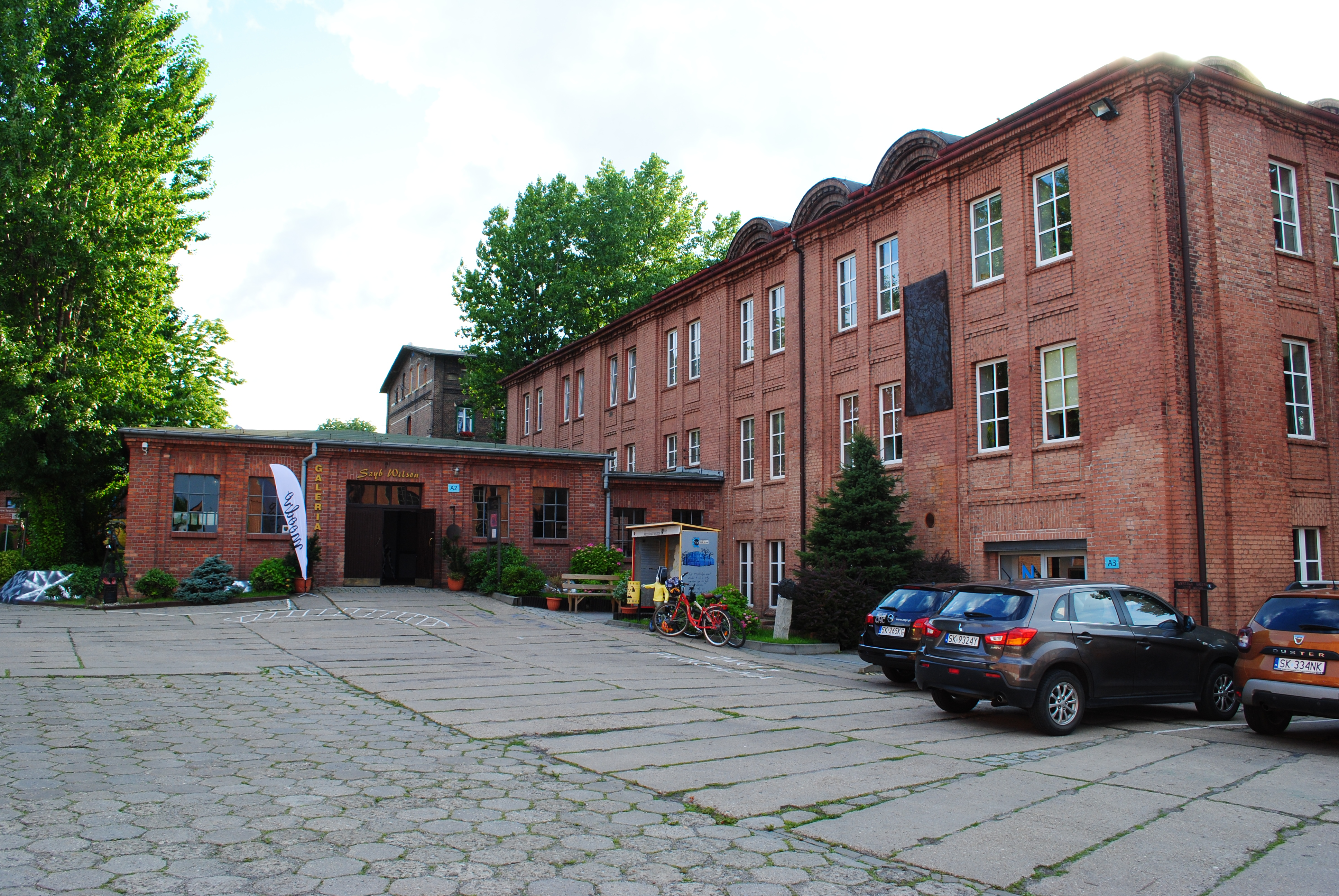
Galeria Szyb Wilson

W okresie PRL-u wznowiły działalność zespoły muzyczne, w tym reaktywowana w 1945 roku kopalniana orkiestra dęta. Od 1957 roku dyrygentem ponownie został Wiktor Bara, a od 1961 roku Henryk Wilczek. Zespół koncertował w różnego typu konkursach, przeglądach i festiwalach, a także uczestniczył w uroczystościach kościelnych i państwowych.
Po 1989 roku, w związku z restrukturyzacją górnictwa zrezygnowano z prowadzenia Zakładowego Domu Kultury. W 1994 roku powstało Towarzystwo Społeczno-Kulturalne Giszowca, Nikiszowca i Janowa, które prowadziło działalność związaną z propagowaniem historii i dziedzictwa tytułowych miejsc. Siedzibę przekazała kopalnia „Wieczorek” – był to budynek dawnego magla. Potem przeniesiono tam izbę pamięci, a także wystawę malarstwa Grupy Janowskiej. Od 1 sierpnia 2003 roku budynek ten został filią Muzeum Historii Katowic, w którym powołano Dział Etnologii Miasta. Ponadto, w 1998 roku w budynkach cechowni i markowni dawnego szybu „Wilson” rozpoczęła działalność prywatna galeria dzieł sztuki – Galeria Szyb Wilson. Lata transformacji przetrwała też orkiestra dęta KWK „Wieczorek”.
Przy ul. Zamkowej 45 znajduje się Filia nr 21 Miejskiej Biblioteki Publicznej w Katowicach.

## Sport i rekreacja

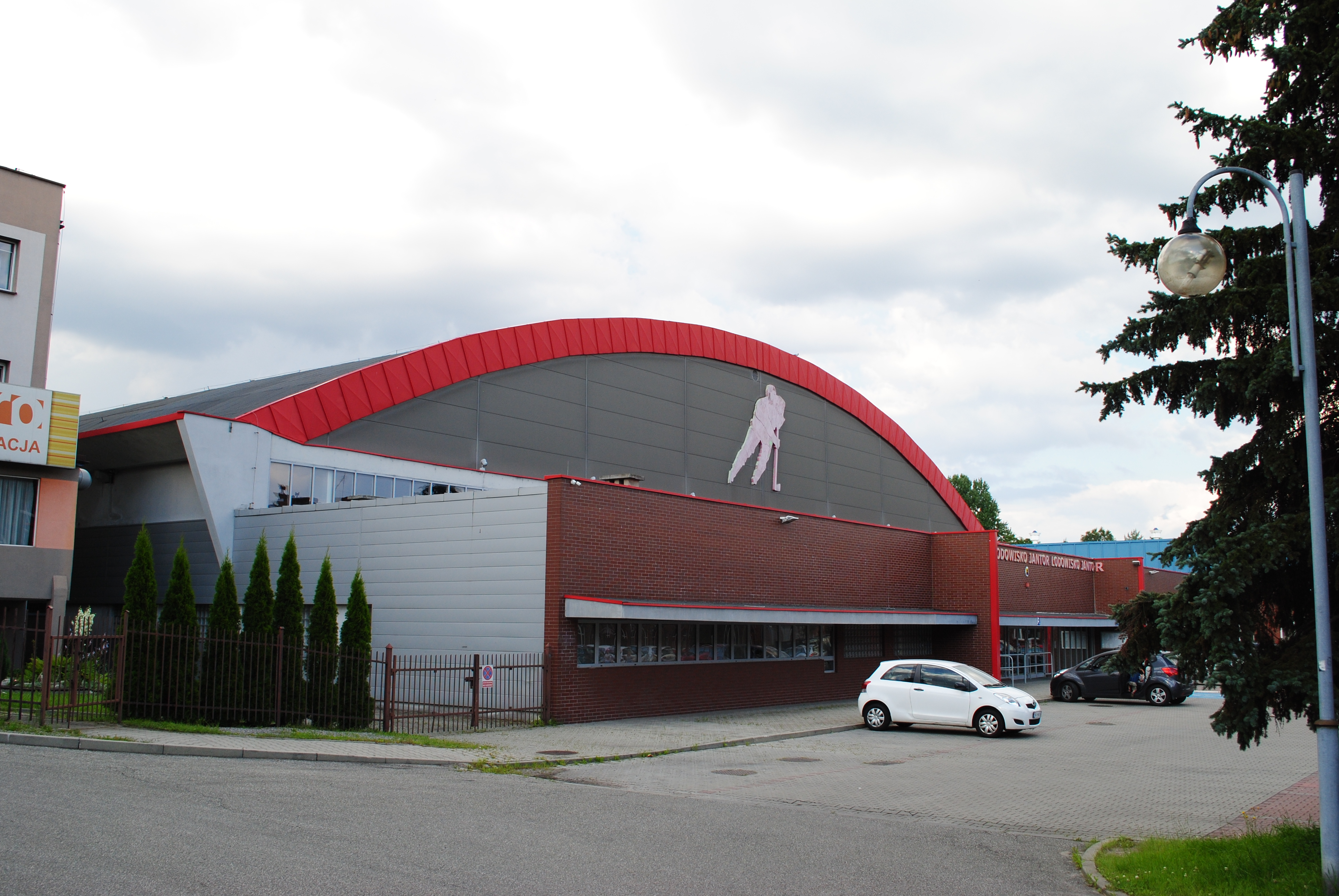
Lodowisko Jantor, z którego korzysta klub sportowy Naprzód Janów

Sport w Janowie-Nikiszowcu rozwijał się od lat międzywojennych. Jednym z pierwszych organizacji sportowych było Towarzystwo Gimnastyczne „Sokół”, gniazdo Nikisz-Giszowiec, założone 16 lutego 1919 roku. Liczył on wówczas 135 członków. Rozwijano w nim przede wszystkim gimnastykę sportową, a także inne, jak koszykówkę i lekkoatletykę. Prawdopodobnie w 1919 roku powstał klub piłki nożnej, który po III powstaniu śląskim przyjął nazwę Klub Sportowy „Nikisz 20” (od 1938 roku Klub Sportowy „Pułaski”). Boisko wybudowano przy osiedlu Nikiszowiec, w pobliżu bloku nr II. Na terenie gminy Janów powstało Towarzystwo Pływackie „Giszowiec-Nikiszowiec 23”, którego założycielami byli: Jan Skupin, Karol Fischer i Franciszek Waniek. Sportowcy korzystali ze stawu Małgorzata położonego w Giszowcu. Dnia 15 grudnia 1937 roku przy Nikiszowcu wybudowano kryty basen. Klub wychował wielu utalentowanych sportowców, w tym Rozalię Kajzer-Piesiur i Jana Jędryska. W 1931 roku w Nikiszowcu powołano Klub Cyklistów Rekord Janów, w którym uprawiano kolarstwo szosowe.
W 1945 roku na bazie KS Pułaski powstał Robotniczy Klub Sportowy „Naprzód” Janów, który prowadził sekcję piłki nożnej. W 1948 roku powstał przy kopalni drugi piłkarski klub: Górniczy Związkowy Klub Sportowy Janów. Rok później oba kluby połączono, tworząc Górniczy Związkowy Klub Sportowy „Naprzód” Janów. W następnym roku dokonano kolejnej fuzji, w wyniku której wraz z dwoma innymi klubami powstał Górnik Janów. Składał się on początkowo z dziesięciu sekcji, lecz część w międzyczasie zlikwidowano. W 1957 roku klub przekształcono w Górniczy Klub Sportowy „Naprzód” Janów, który działał na terenie Janowa, Nikiszowca i Giszowca, prowadząc cztery sekcje: hokej, piłka nożna, kajakarstwo i pływanie. W 1962 roku przy Nikiszowcu w pobliżu boiska piłkarskiego rozpoczęto budowę lodowiska, którego otwarcie odbyło się w 1964 roku. W latach 1968–1970 wybudowano kompleks sportowy Jantor, na który się składa hala lodowiska, kawiarnia, restauracja i hotel sportowy. Obiekt rozbudowano w 1982 roku o salę gimnastyczną i siłownię.
Po 1989 roku GKS Naprzód Janów przechodził znaczny kryzys. Po przekazaniu nieodpłatnie obiektów sportowych zlikwidowano kilka sekcji sportowych, a zarząd musiał szukać innych możliwości finansowania klubu. Nieudolna polityka i zadłużenie doprowadziło do ogłoszenia upadłości klubu 1997 roku, a lodowisko zamknięto. Sprawą klubu zajęły się władze Katowic i 24 września 2004 roku oddały do użytku odnowione lodowisko Jantor. Reaktywowano też klub Naprzód Janów. Przy ul. Szopienickiej 66 znajduje się siedziba Śląskiego Związku Hokeja na Lodzie.

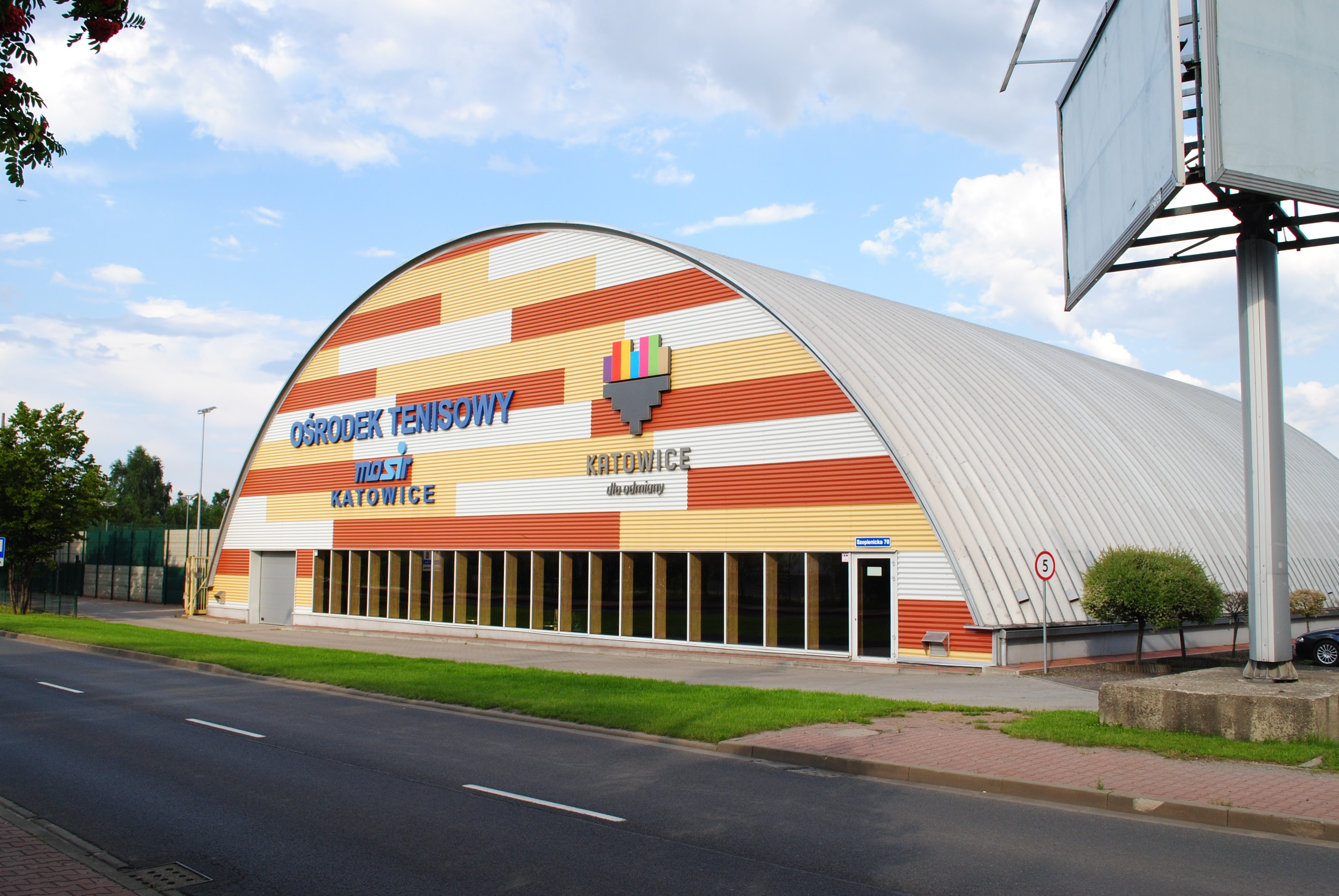
Ośrodek Tenisowy MOSiR Katowice

Prócz hokeja na lodzie, w Janowie-Nikiszowcu funkcjonuje też sekcja tenisa ziemnego. Znajduje się tutaj Ośrodek Tenisowy zarządzany przez katowicki MOSiR. W jego skład wchodzi hala sportowa, w której są dwa korty o wymiarach 38x40 cm wraz z widownią i zapleczem gastronomicznym, dwa korty w balonach oraz sześć kortów zewnętrznych. Ośrodek ten zlokalizowany jest przy ul. Szopienickiej 70. Przy Ośrodku działa od 2015 roku Katowickie Stowarzyszenie Tenisowe – Akademia Tenisa Katarzyny Pyka, które organizuje zajęcia w tenisie.
Wzdłuż Boliny, przy granicy z Giszowcem, w latach 50. XX wieku powstał kompleks sportowo-rekreacyjny dla pracowników kopalni Wieczorek i ich rodzin (obecnie Park Bolina). W nim urządzono plac zabaw, muszlę koncertową i basen. Ośrodek ten został w latach 2006–2007 zmodernizowany. Wybudowano wówczas nowe boiska, plac zabaw, stoły do szachów, a także zmodernizowano ścieżki i ławki.

## Bezpieczeństwo publiczne

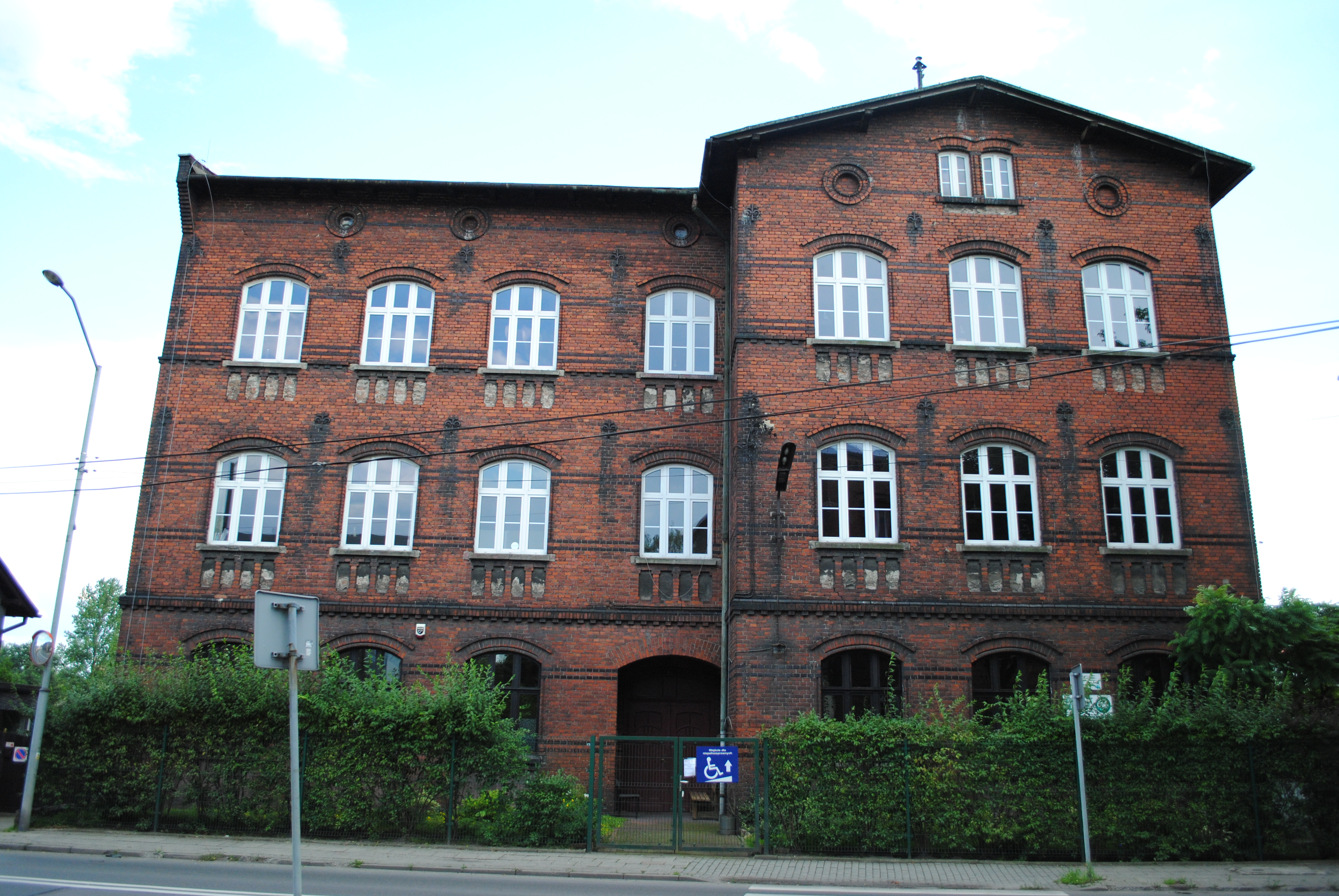
Gmach Środowiskowego Domu Samopomocy przy Śląskim Stowarzyszeniu „Ad Vitam Dignam”

Opieka zdrowotna na terenie Janowa-Nikiszowca była zapewniana od momentu powstania osiedla w Nikiszowcu, lecz znaczny rozwój opieki zdrowotnej na terenie Janowa-Nikiszowca nastąpił po II wojnie światowej. W 1950 roku przy kopalni „Wieczorek” utworzono Zakład Leczniczo-Zapobiegawczy. Mieścił się on pierwotnie w dawnym baraku dla zakaźnie chorych. Prócz pomocy medycznej, w latach 1952–1953 mieściła się tam Izba Chorych z piętnastoma łóżkami. W 1959 roku ZLZ przeniesiono do nowego budynku przy ul. Ociepki.
Według stanu z połowy lipca 2020 roku, w Janowie-Nikiszowcu znajdują się następujące placówki opieki zdrowotnej:
- Przychodnia nr 4 EPIONE oraz Zakład Opieki Długoterminowej EPIONE (ul. Szopienicka 59) – przychodnia posiada gabinet podstawowej opieki zdrowotnej, 4 gabinety specjalistyczne, pracownię USG i EKG, gabinety rehabilitacji oraz laboratorium[188][189],
- Szpital Specjalistyczny Centrum Medycznego MAVIT (ul. Szopienicka 65) – szpital specjalizujący się w laryngologii, chirurgii szczękowo-twarzowej i okulistyce[190],
- Środowiskowy Dom Samopomocy przy Śląskim Stowarzyszeniu „Ad Vitam Dignam” (ul. Oswobodzenia 92) – zakład opiekuńczy przeznaczony dla osób z zaburzeniami psychicznymi[191].

Janów-Nikiszowiec pod względem bezpieczeństwa publicznego w 2007 roku był 9. najbezpieczniejszą dzielnicą w Katowicach (na 22 dzielnice) według współczynnika przestępczości, który wówczas wynosił 2,70 przestępstw na 100 mieszkańców (średnia dla całych Katowic – 3,08). W latach 2004–2007 przestępczość w dzielnicy uległa obniżeniu – w 2004 współczynnik przestępczości wynosił 3,98 przestępstw na 100 osób. W 2007 roku wydarzyło się w Janowie-Nikiszowcu 20 wypadków komunikacyjnych.
W Janowie-Nikiszowcu nie znajduje się żaden posterunek policji oraz straży pożarnej – najbliższe znajdują się w dzielnicy Szopienice-Burowiec. Znajduje się tam Jednostka Ratowniczo-Gaśnicza nr I Państwowej Straży Pożarnej w Katowicach (ul. Krakowska 130), a także Komisariat V Policji w Katowicach (ul. Lwowska 7), która obsługuje również rejon Janowa-Nikiszowca.